# たつの市
たつの市（たつのし）は、兵庫県の南西部（西播磨県民局）にある市。姫路市から西に約13kmの地点に位置する。

## 概要
2005年10月1日に龍野市、揖保郡新宮町・揖保川町・御津町（揖龍地域）が合併して誕生した。市中心部龍野町には武家屋敷や白壁の土蔵が今も残っており、龍野藩5万3千石の城下町の面影から「播磨の小京都」と呼ばれている。
自治体名は「たつの」ではあるが、駅名は「竜野」、歴史的固有地名は「龍野」である。『播磨国風土記』によれば、龍野の由来は野見宿禰が揖保郡（現・たつの市）で没した際、出雲から多くの人が来て、揖保川の石で墳墓を作るため野に立ち並んだという故事から「立野」と呼ばれ、「龍野」に変化したとされている。野見宿禰の墳墓と伝わる場所には野見宿禰神社がある。

## 地理

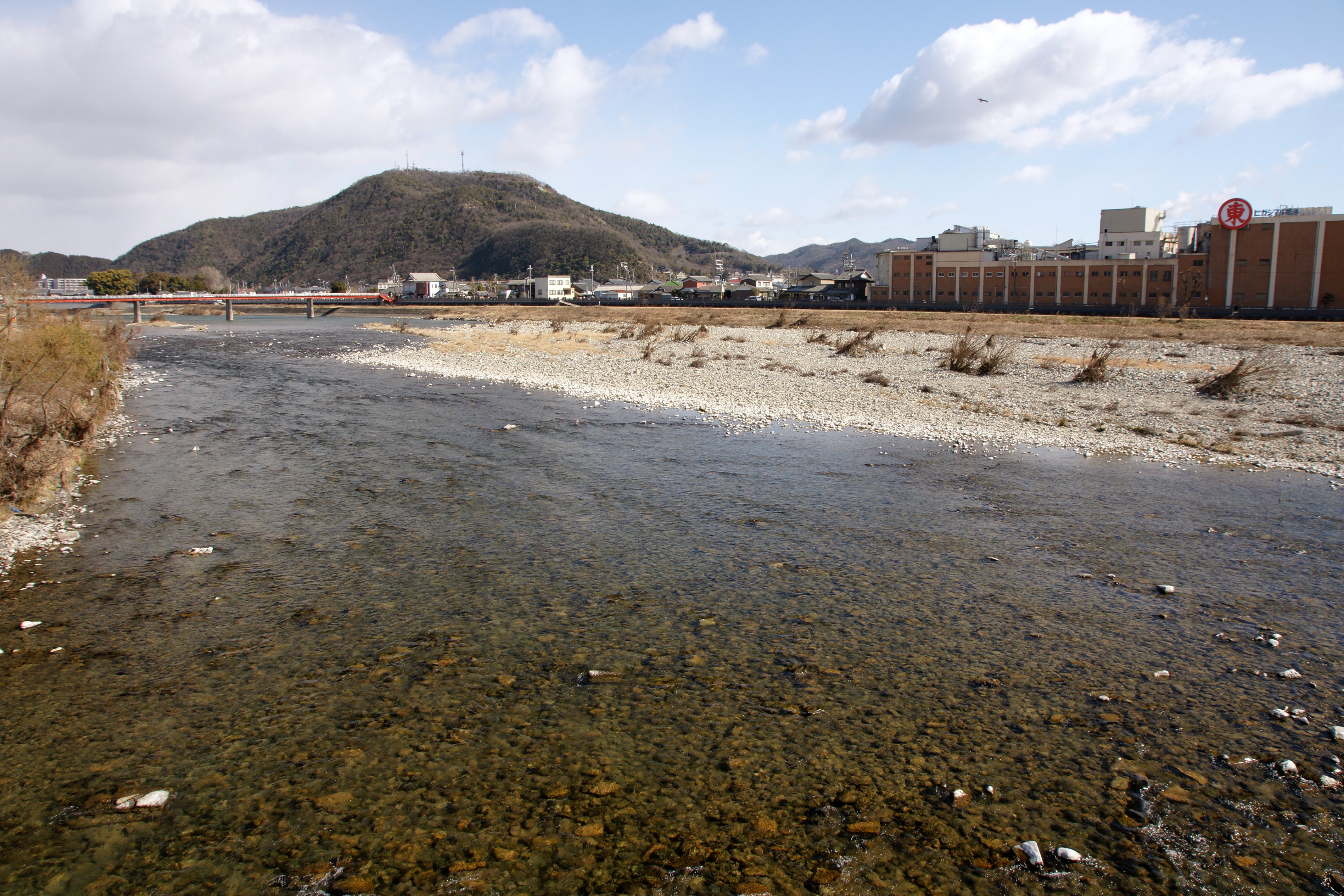
揖保川（龍野橋より）。右はヒガシマル醤油の本社・第一工場である。

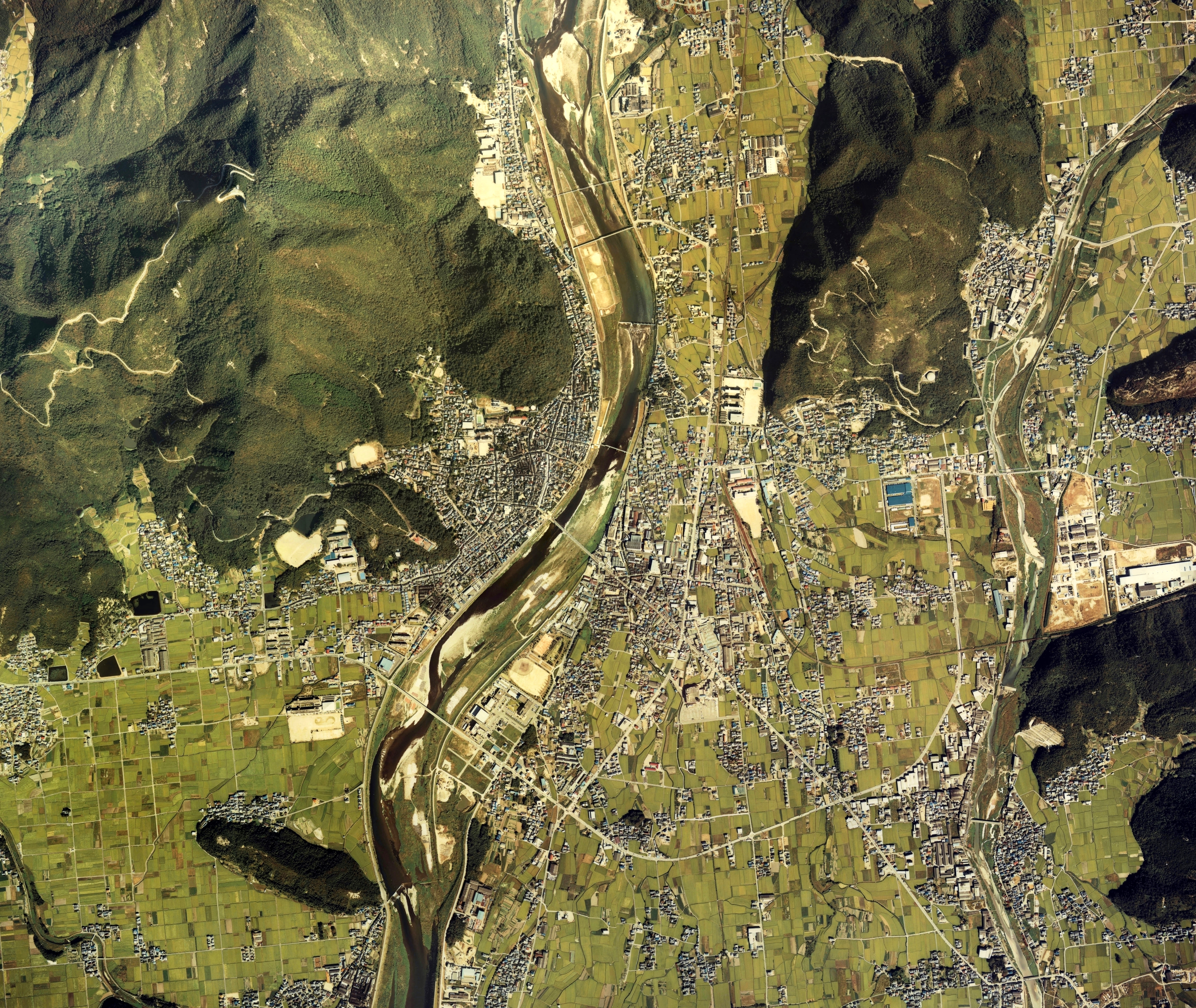
たつの市中心部周辺の空中写真。1980年撮影の8枚を合成作成。。

たつの市は兵庫県の南西部に位置し、南北に長い地形になっている。市域の北側には中国山地の山々が広がり、南側は瀬戸内海に面し、南北を揖保川が流れている。
- 山：綾部山 - 御津町
- 河川：揖保川、栗栖川
- 峠・坂：相坂峠（国道179号）、二木峠（県道5号）、莇原峠、岩見坂

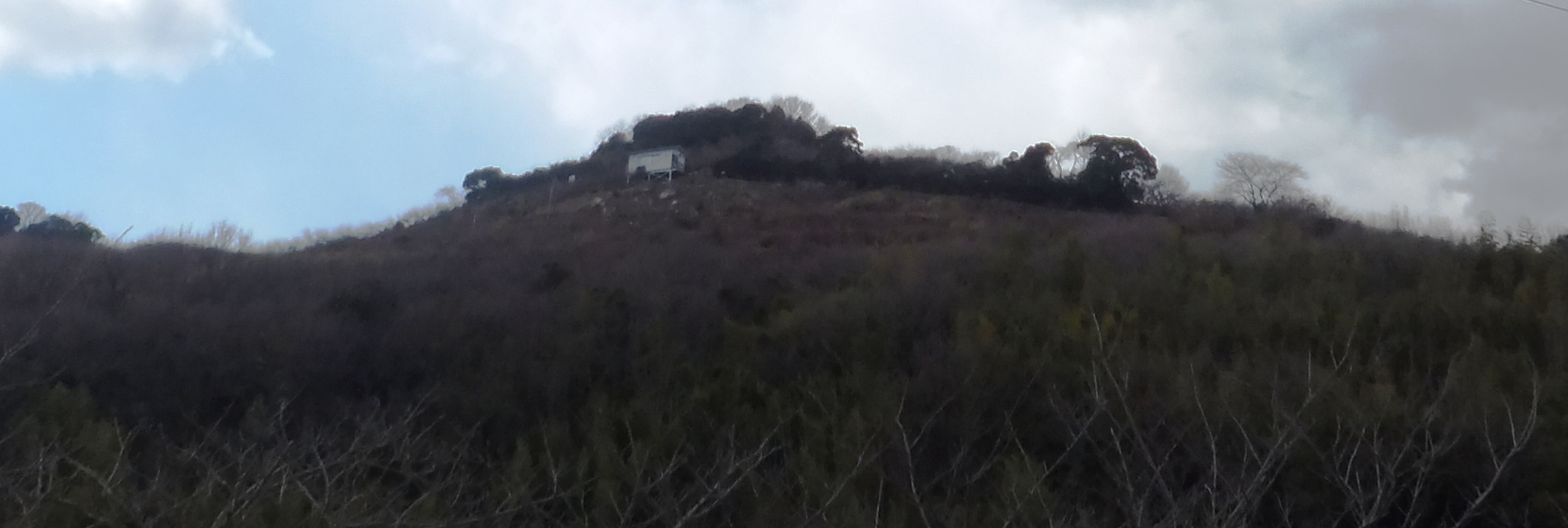
綾部山
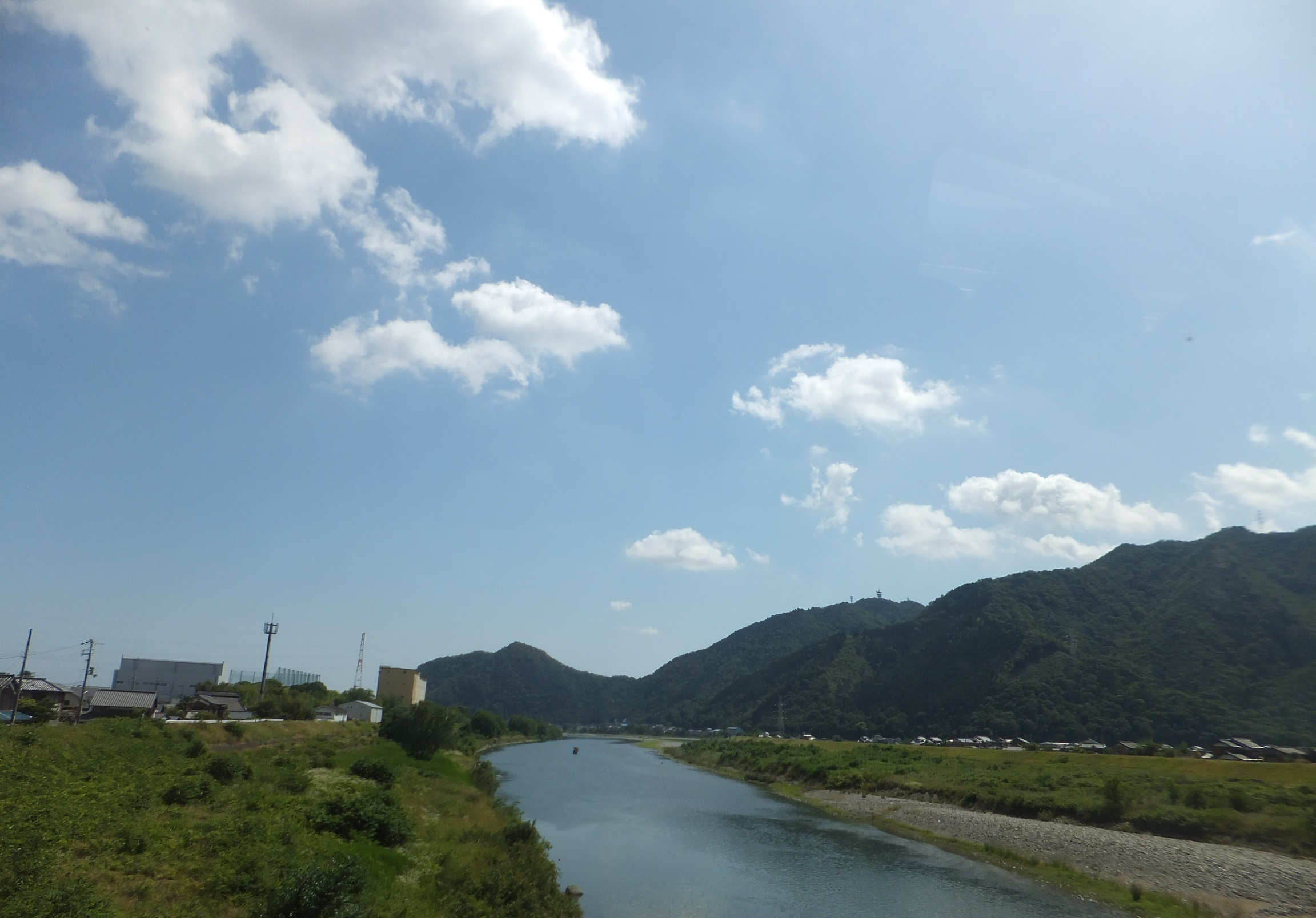
揖保川 新宮町觜崎で撮影
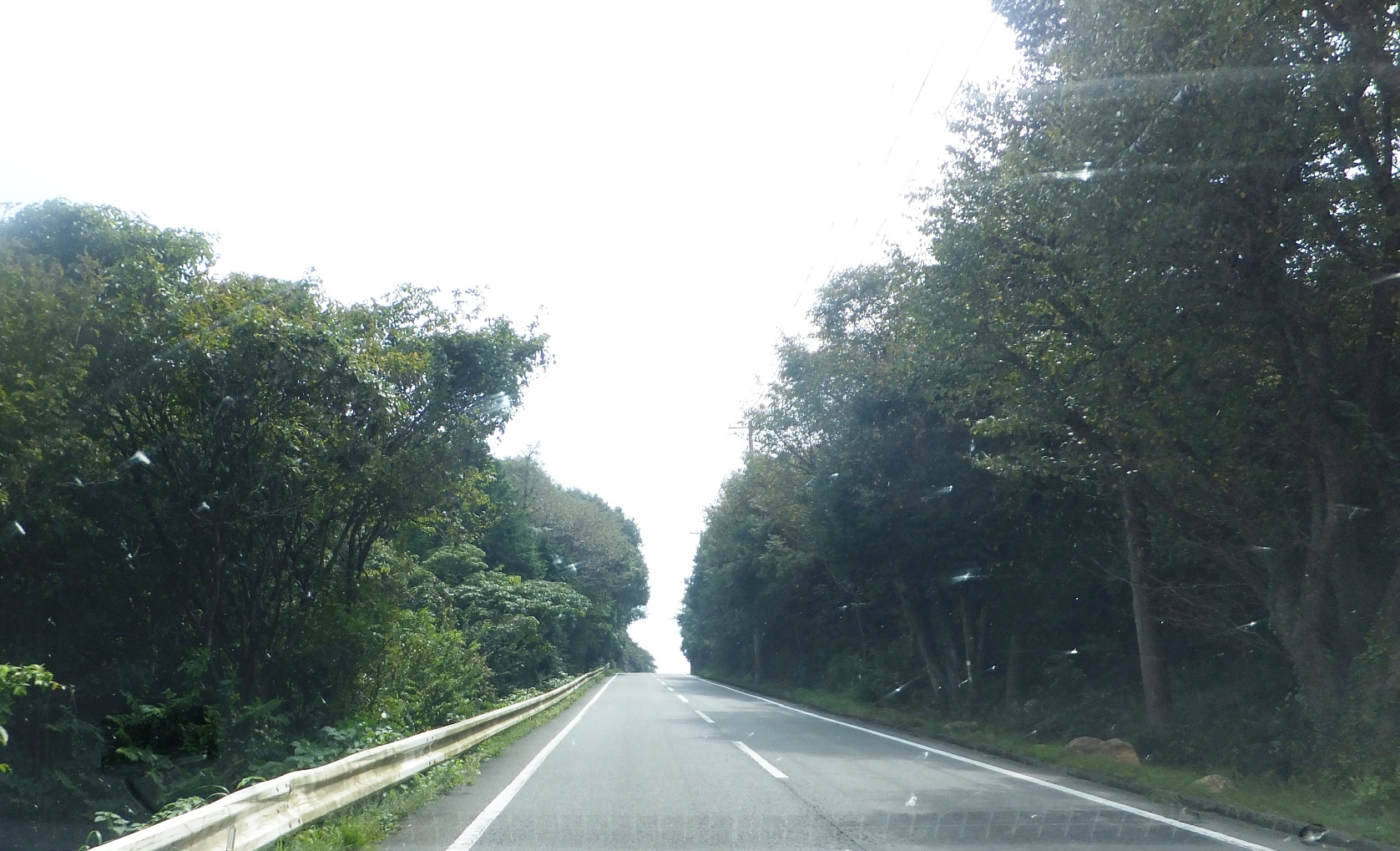
岩見坂

### 隣接している自治体
姫路市への通勤率は25.0%である（平成22年国勢調査）。
- 北 : 宍粟市、佐用郡佐用町
- 西 : 相生市、赤穂郡上郡町
- 東 : 姫路市、揖保郡太子町
- 南 : 姫路市（家島諸島）

### 人口
平成22年国勢調査より前回調査からの人口増減を見ると1.25％減の80,541人であり、増減率は県下41市町中17位、49行政区域中23位。合併当初の人口は約8万1500人であったが、現在は微減し7万9500人ほどである。
| |                                          |  |
| たつの市と全国の年齢別人口分布（2005年） | たつの市の年齢・男女別人口分布（2005年） |  |
| ■紫色 ― たつの市 ■緑色 ― 日本全国 | ■青色 ― 男性 ■赤色 ― 女性                |  |
| たつの市（に相当する地域）の人口の推移 \| 1970年（昭和45年） \| 73,058人 \| \| \| 1975年（昭和50年） \| 78,363人 \| \| \| 1980年（昭和55年） \| 81,167人 \| \| \| 1985年（昭和60年） \| 82,934人 \| \| \| 1990年（平成2年） \| 83,045人 \| \| \| 1995年（平成7年） \| 83,431人 \| \| \| 2000年（平成12年） \| 83,207人 \| \| \| 2005年（平成17年） \| 81,561人 \| \| \| 2010年（平成22年） \| 80,518人 \| \| \| 2015年（平成27年） \| 77,419人 \| \| \| 2020年（令和2年） \| 74,316人 \| \| |                                          |  |
| 総務省統計局 国勢調査より |                                          |  |
| 1970年（昭和45年） | 73,058人                                 |  |
| 1975年（昭和50年） | 78,363人                                 |  |
| 1980年（昭和55年） | 81,167人                                 |  |
| 1985年（昭和60年） | 82,934人                                 |  |
| 1990年（平成2年） | 83,045人                                 |  |
| 1995年（平成7年） | 83,431人                                 |  |
| 2000年（平成12年） | 83,207人                                 |  |
| 2005年（平成17年） | 81,561人                                 |  |
| 2010年（平成22年） | 80,518人                                 |  |
| 2015年（平成27年） | 77,419人                                 |  |
| 2020年（令和2年） | 74,316人                                 |  |

## 歴史

### たつの市誕生前

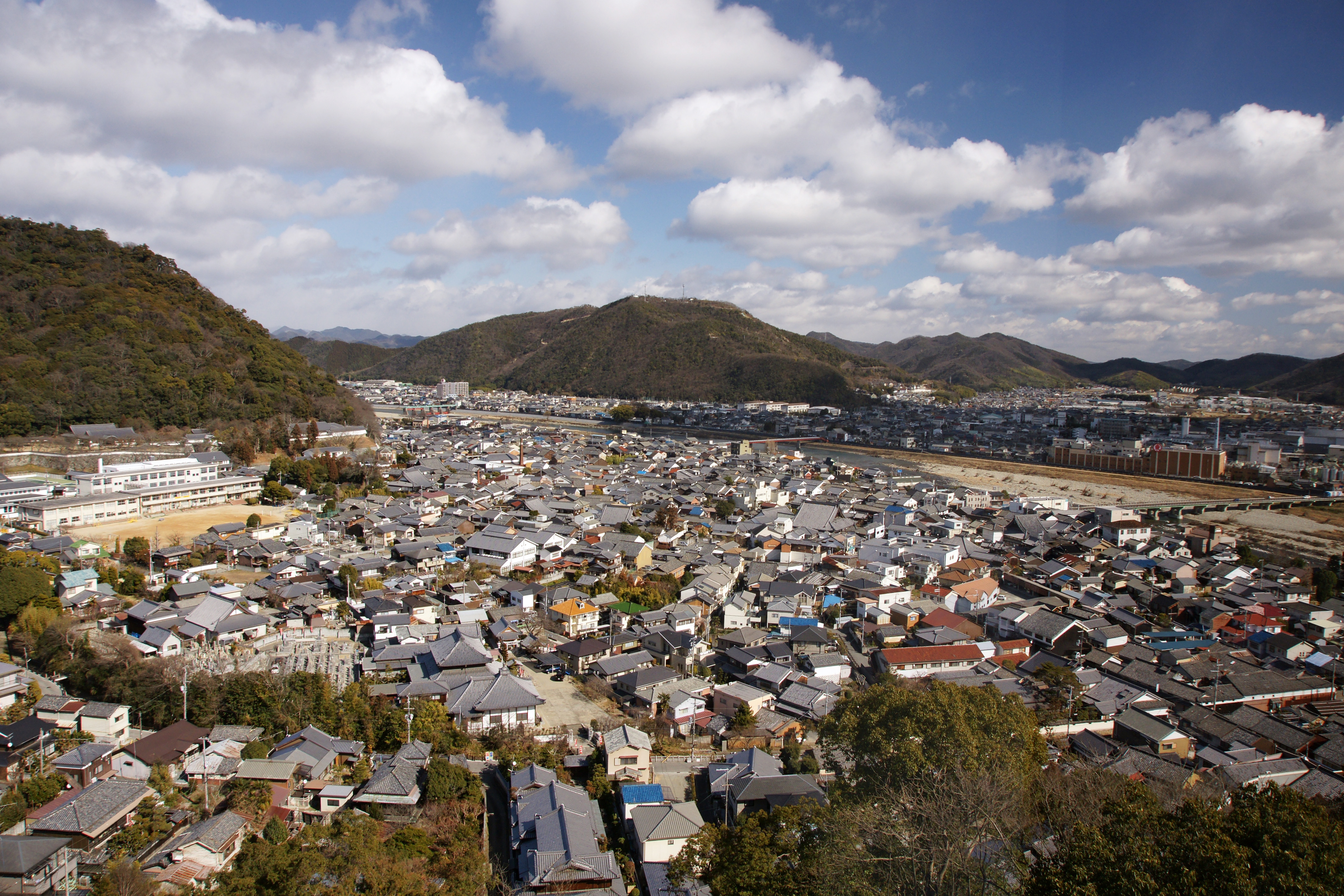
龍野城の城下町

龍野の地は揖保川沿いに出雲街道が通る交通の要衝で、中世には赤松氏の本拠地である城山城があった。戦国時代の織田信長による制圧等を経て、江戸時代初期に姫路藩池田氏の領地となった。池田利隆の死に伴いこの地に本多政朝が入封、龍野藩が立藩して城下町が形成された。以後、諸氏の支配や天領を経て、最終的には1672年にはじまる脇坂家10代200年の治世の後維新を迎えた。現在の旧龍野市街地には近世城下町の町割りが現存する。
明治維新における廃藩置県の際には龍野県となり、後に姫路県（のち飾磨県と改称）に併合された。1876年8月に飾磨県が兵庫県に編入されて以降は兵庫県に属している。
- 1889年（明治22年）11月11日 - 山陽鉄道（現・西日本旅客鉄道山陽本線）竜野駅が開業。
- 1909年（明治42年）1月1日 - 龍野電気鉄道（後の播電鉄道）開業。
- 1915年（大正4年）7月21日 - 新宮軽便鉄道（後の播電鉄道）開業。
- 1931年（昭和6年）12月23日 - 日本国有鉄道姫津線（現・西日本旅客鉄道姫新線）が現在の市域に延伸開業。
- 1934年（昭和9年）12月15日 - 播電鉄道が全線廃止。
- 2003年（平成15年）4月18日 - 龍野市・新宮町・揖保川町・御津町・太子町の1市4町で合併協議会を設立（太子町はのちに脱会）。
- 2005年（平成17年）10月1日 龍野市・新宮町・揖保川町・御津町が合併してたつの市発足。同時に市章・市花・市木を制定する[5][6][7][8]。
- 2006年（平成18年）2月26日 - 人権尊重都市を宣言する[9]。
- 2009年（平成21年）9月4日 - 非核平和都市を宣言する[10]。
- 2015年（平成27年）9月25日 - 定住自立圏構想の中心地宣言を行う [11]。
- 2016年（平成28年）3月30日 - たつの市を中心とした宍粟市、上郡町、佐用町の二市二町により定住自立圏構想協定調印式が行われる[12]。

## 行政

### 市長
- 市長：山本実 - 2017年（平成29年）11月13日就任、2期目[13]、任期満了は2025年（令和7年）11月12日[14]。

| 代             | 氏名     | 就任年月日     | 退任年月日     | 備考              |
| -------------- | -------- | -------------- | -------------- | ----------------- |
| 市長職務執行者 | 八木捷之 | 2005年10月1日  | 2005年11月13日 | 旧揖保川町長      |
| 初代           | 西田正則 | 2005年11月13日 | 2013年11月12日 | 旧龍野市長。2期。 |
| 2代            | 栗原一   | 2013年11月13日 | 2017年11月12日 | 1期。             |
| 3代            | 山本実   | 2017年11月13日 | 現職           | 2期目。           |

### 姉妹・友好・交流都市
1. 安芸市（高知県）- 平成元年4月に姉妹都市提携
2. 三鷹市（東京都）- 平成13年3月に姉妹都市提携
3. 長浜市（旧湖北町）（滋賀県）- 平成13年3月に姉妹都市提携
4. コビントン市（アメリカ合衆国ワシントン州）-平成27年10月に姉妹都市提携

### 圏域提携都市
- 播磨科学公園都市圏域定住自立圏 - 2016年（平成28年）本市を中心市として連帯協定を締結。

（参加自治体）たつの市 - 宍粟市 - 上郡町 - 佐用町の2市2町で構成。
- 播磨圏域連携中枢都市圏 - 2015年（平成27年）連携協定を締結。

（参加自治体）姫路市 - 相生市 - 赤穂市 - 加古川市 - 高砂市 - 加西市 - 宍粟市 - たつの市 - 稲美町 - 播磨町 - 市川町 - 福崎町 - 神河町 - 太子町 - 上郡町 - 佐用町の8市8町で構成。

### 龍野市と揖保郡との市町村合併
- 合併前の龍野市と揖保郡1市4町は龍野市と揖保郡の最初の一文字から取って「揖龍」と呼ばれていた。協議会は2003年4月に発足し、同年6月には揖保郡太子町が加入したが、合併しても不利な点が多いことから2004年8月に単独町制を維持するために脱会した。その後は1市3町で合併協議会を開催し、可決され、2005年10月1日に太子町を除く1市3町と新設合併した。その後は太子町は姫路市との合併を検討したが、結局合併せずに現在も単独町制を貫いている[15][16][17]。

### 市章
- 公募により、当市のイニシャルである「T」を図案化したものを2005年10月1日に制定された[5][6][15]。

## 議会

### 衆議院
- 選挙区：兵庫12区（姫路市（旧家島町・夢前町・香寺町・安富町域）、相生市、赤穂市、宍粟市、たつの市、神崎郡、揖保郡、赤穂郡、佐用郡）
- 任期：2021年10月31日 - 2025年10月30日
- 当日有権者数：284,813人
- 投票率：58.90％

| 当落 | 候補者名   | 年齢 | 所属党派     | 新旧別 | 得票数   | 重複 |
| ---- | ---------- | ---- | ------------ | ------ | -------- | ---- |
| 当   | 山口壯     | 67   | 自由民主党   | 前     | 91,099票 | ○    |
| 比当 | 池畑浩太朗 | 47   | 日本維新の会 | 前     | 49,736票 | ○    |
|      | 酒井孝典   | 61   | 立憲民主党   | 新     | 23,137票 | ○    |

## 経済・産業
2014年度経済センサスにおいて、総事業所数3,471か所、年間商品販売額は1,525億5,644万円となっている。兵庫県統計書によると、2016
年度市内総生産は名目3,369億円となっている。

市内には複数の工業団地が立地している他、地場産業として古くから醤油、素麺、皮革の生産が盛んでありいずれも全国的な知名度がある。

市南部の御津町は瀬戸内海に面しており、司馬遼太郎の紀行集『街道をゆく』にも登場した室津港があり、漁業が盛んである。
また主に田園風景が広がる地域で稲作が行われているが、その多くは兼業農家である。

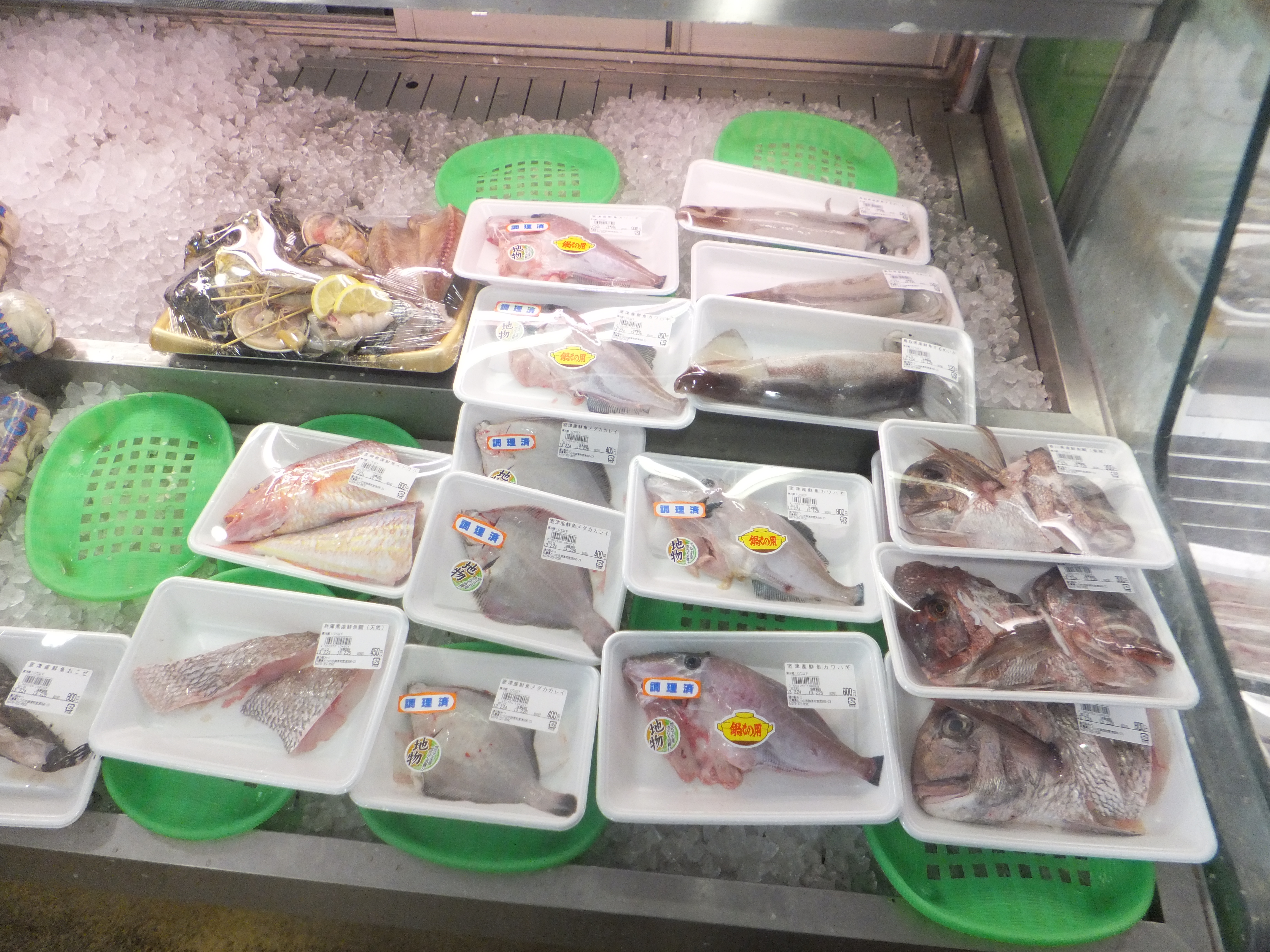
御津町地区で漁獲される魚介類
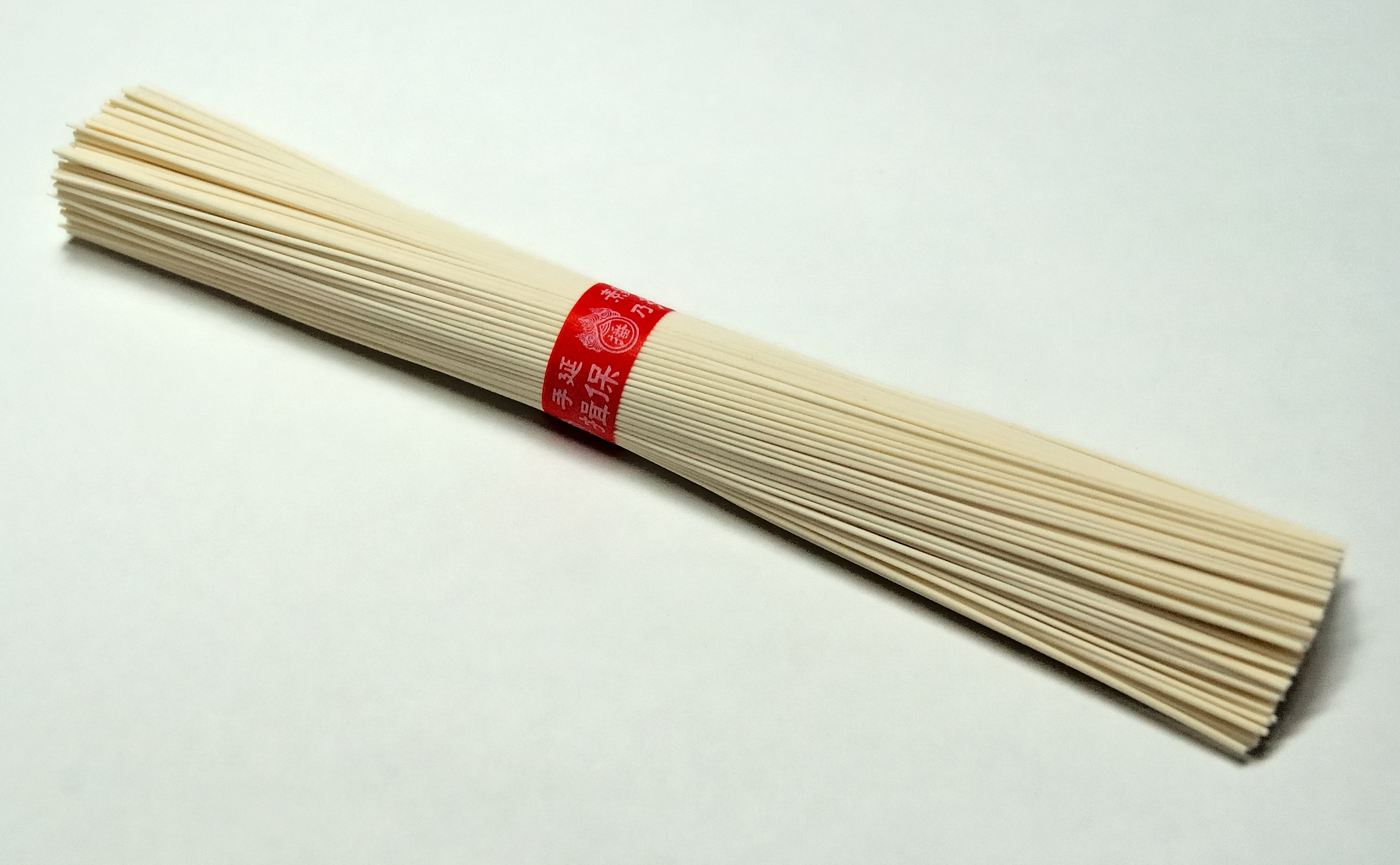
揖保乃糸
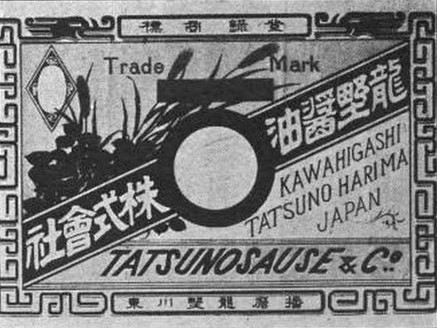
龍野醤油。醤油作りは16世紀から行われている

### 農業
- 農業産出額 - 39億2,000万円（西播内3位、県内16位）
- 耕種産出額 - 30億7,000万円（西播内1位、県内11位）
- 畜産産出額 - 8億5,000万円（西播内4位、県内19位）

### 製造業
- 事業所数 - 375（西播内1位、県内4位）
- 従業者数 - 1万1,531人（西播内1位、県内8位）
- 総数 - 3,989億7,105万円（西播内1位、県内9位）

### 商業
- 事業所数 - 694（西播内1位、県内13位）
  - 内卸売業 - 134（西播内1位、県内11位）
  - 内小売業 - 560（西播内1位、県内11位）
- 従業者数 - 4,848人（西播内1位、県内13位）
  - 内卸売業 - 1,253（西播内1位、県内10位）
  - 内小売業 - 3,595（西播内1位、県内14位）
- 年間商品販売額 - 1,552億5,644万円（西播内1位、県内10位）
  - 内卸売業 - 928億7,403万円（西播内1位、県内9位）
  - 内小売業 - 623億8,241万円（西播内1位、県内14位）

### 立地企業
- 揖保乃糸（兵庫県手延素麺協同組合） - 龍野町
- イトメン - 揖西町
- セイバン - 御津町
- ブンセン - 新宮町
- 日本ジャイアントタイヤ - 龍野町
- 日本丸天醤油 - 揖保川町
- ヤマイ醤油 - 揖保川町
- 関西食品工業 - 龍野町
- エースコック兵庫工場 - 神岡町
- リンテック龍野工場 - 神岡町、新宮町
- 上島珈琲兵庫綜合工場　- 揖保町
- 田口乳業本社工場 - 揖保町
- 帝国電機製作所 - 新宮町
- パナソニック電工竜野株式会社 - 龍野町
- スローライフ本社 - 龍野町

- 極東産機株式会社 - 龍野町
- ナガセケムテックス 播磨事業所 - 龍野町
- フジプレアム光都工場 - 新宮町
- ダイセル播磨工場 - 揖保川町
- タキロンシーアイ - 御津町、揖保川町
- ヒガシマル醤油 - 龍野町
- 末廣醤油 - 龍野町
- JSP関西工場 - 新宮町
- 茨木塗料株式会社姫路工場 - 新宮町
- 神戸新聞社たつの支局 - 龍野町
- 神戸新聞社西播磨中央支局 - 新宮町
- クミアイ化学工業株式会社竜野工場
- 西日本衛材株式会社
- 昭和高分子株式会社龍野工場
- 龍野協同醤油株式会社
- 伊藤忠食品株式会社龍野物流センター - 新宮町

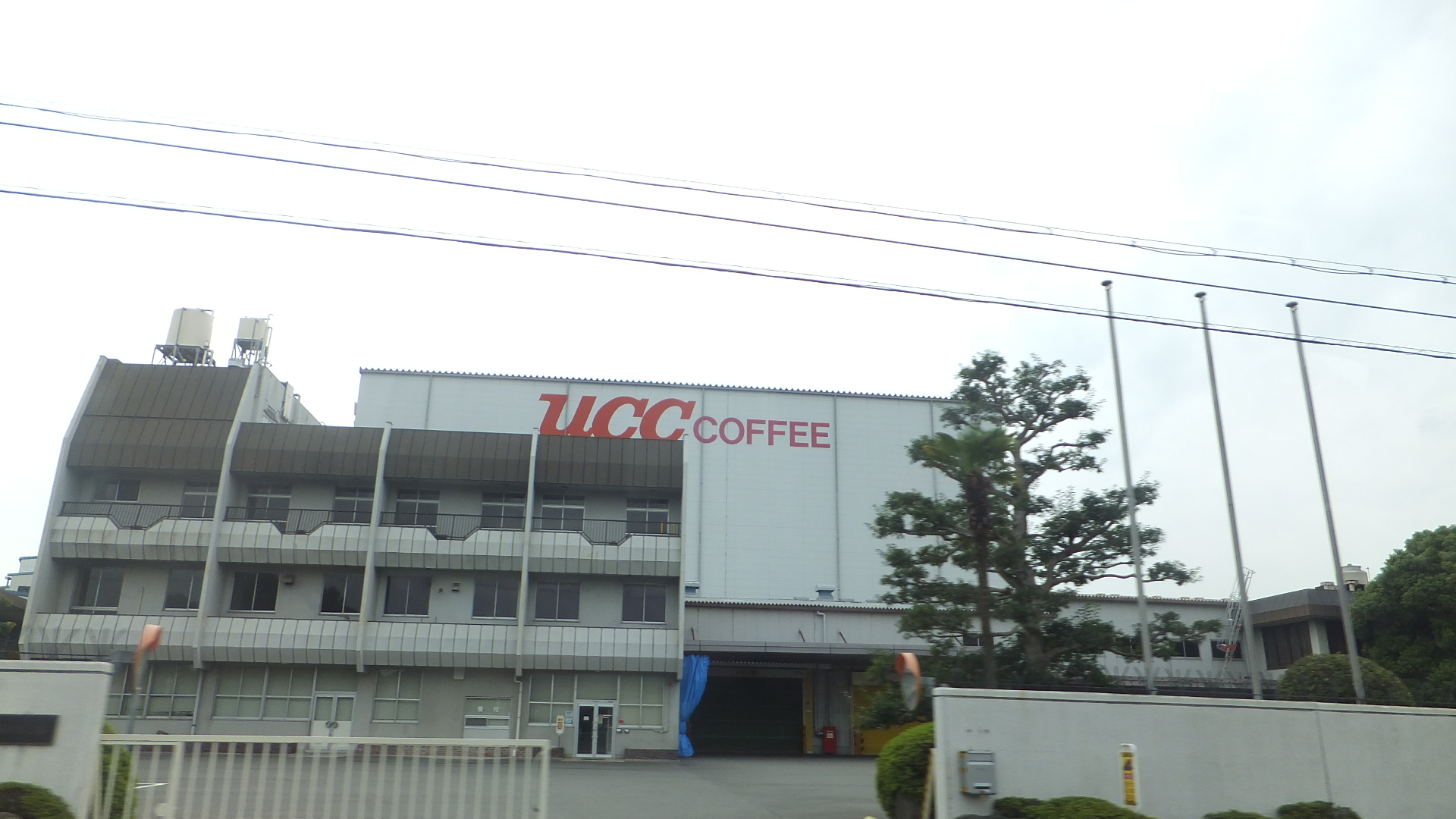
上島珈琲兵庫綜合工場
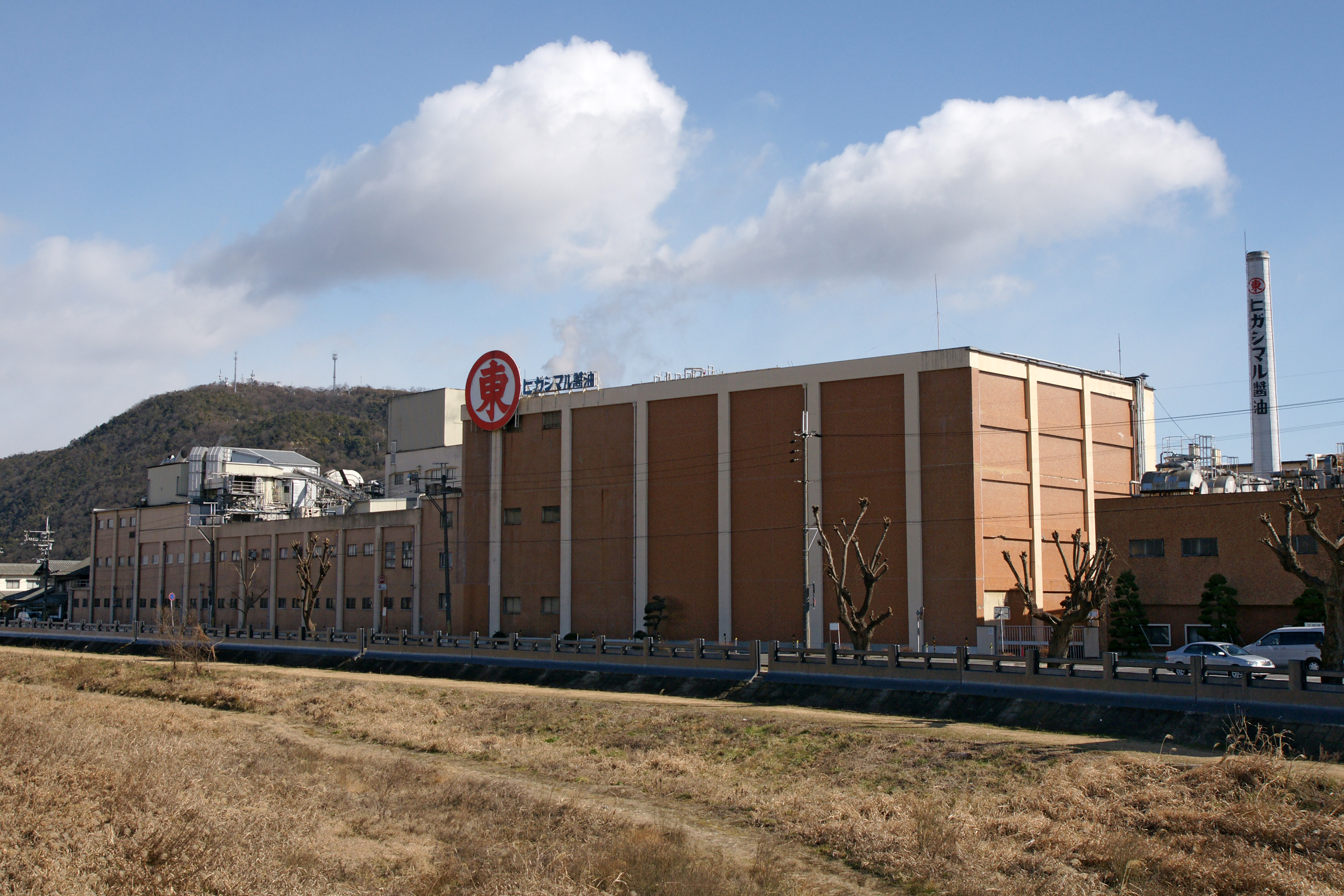
ヒガシマル醤油
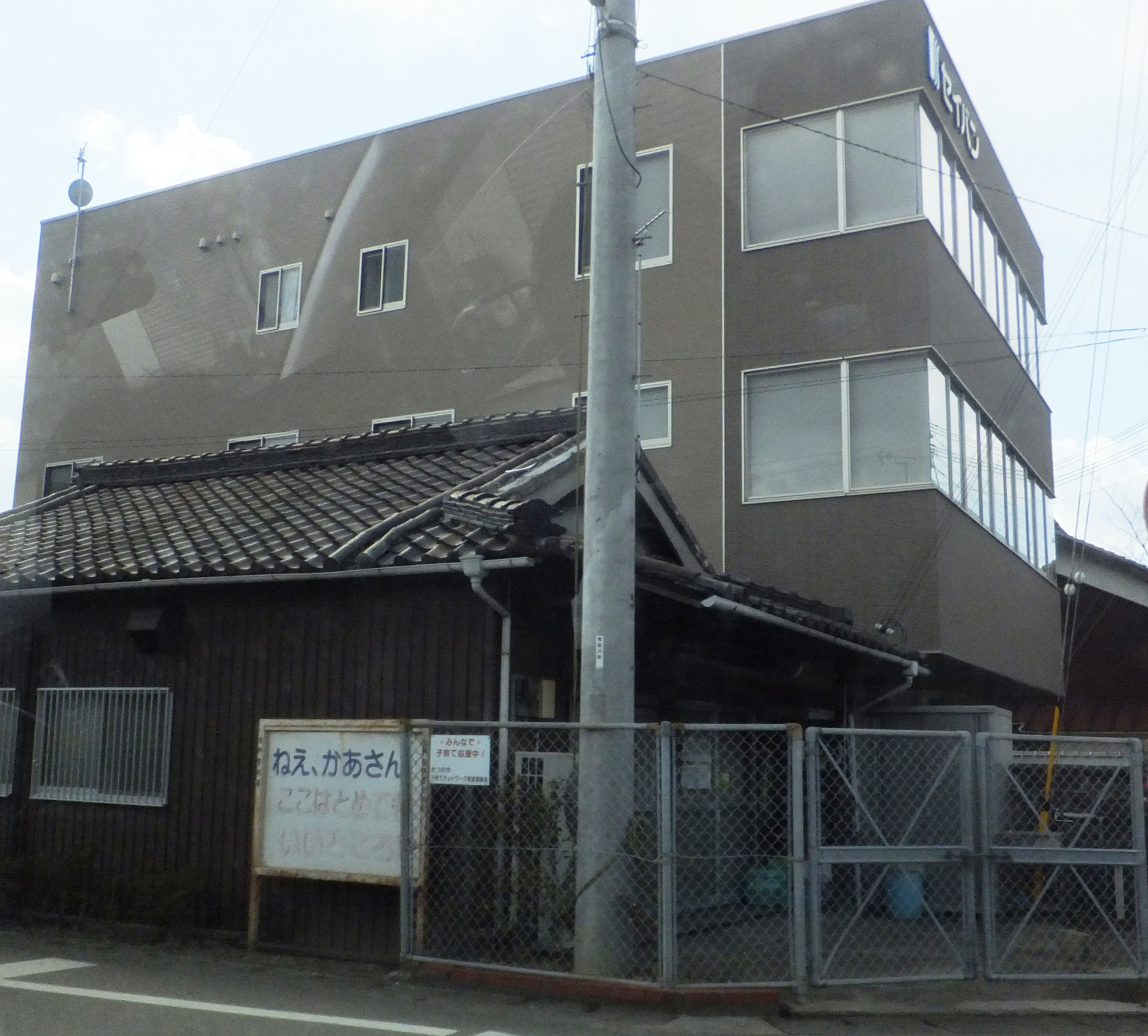
セイバン
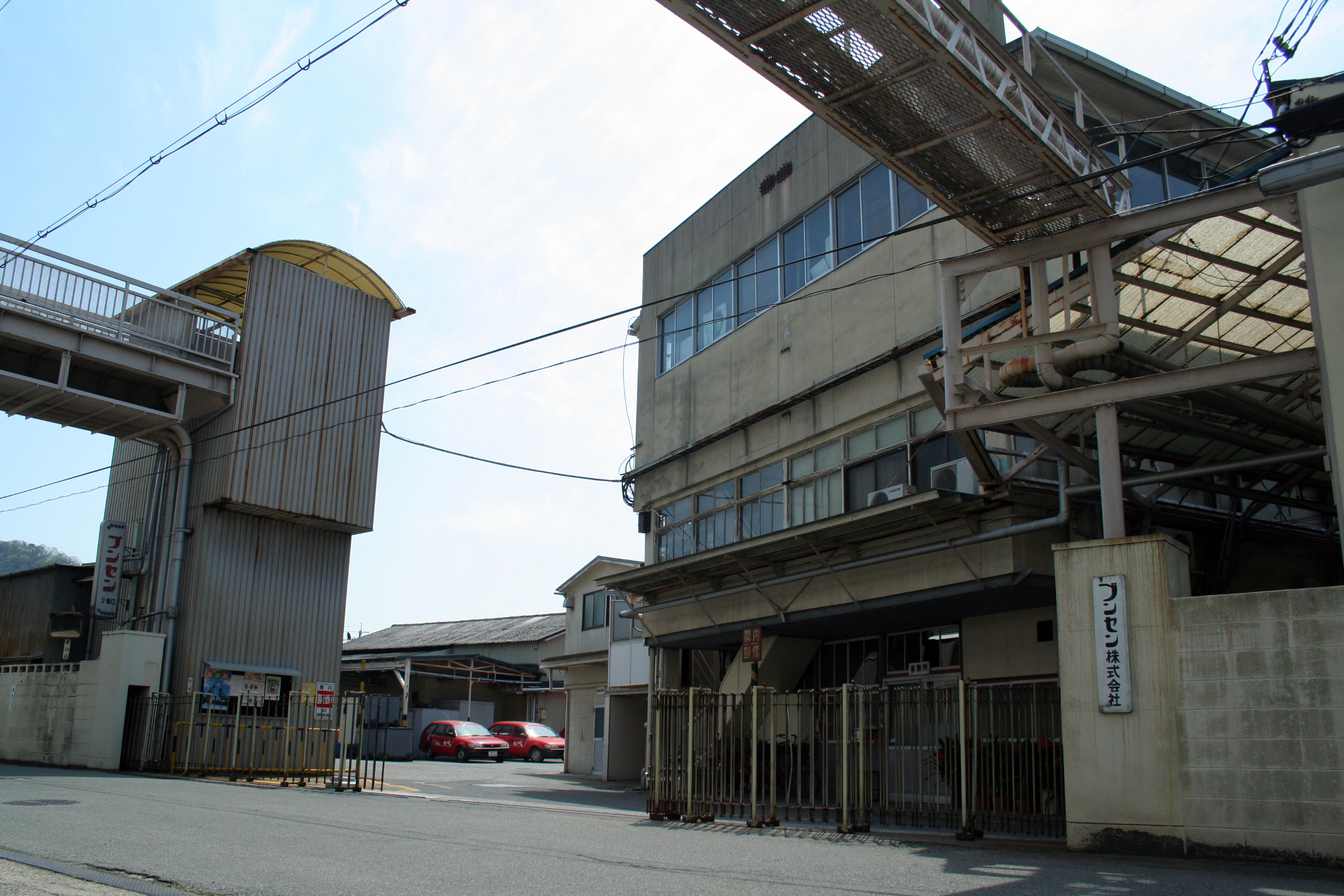
ブンセン
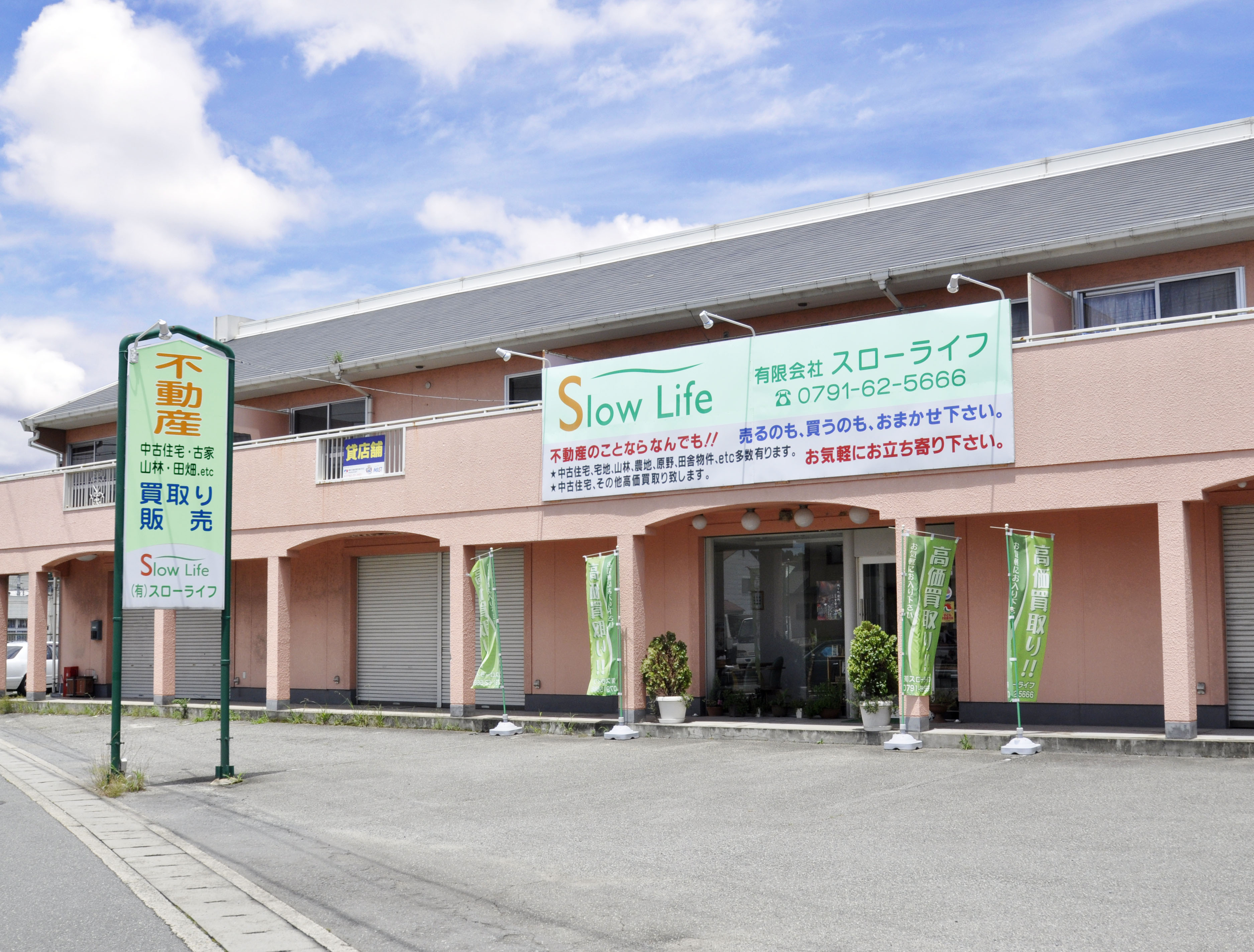
スローライフ
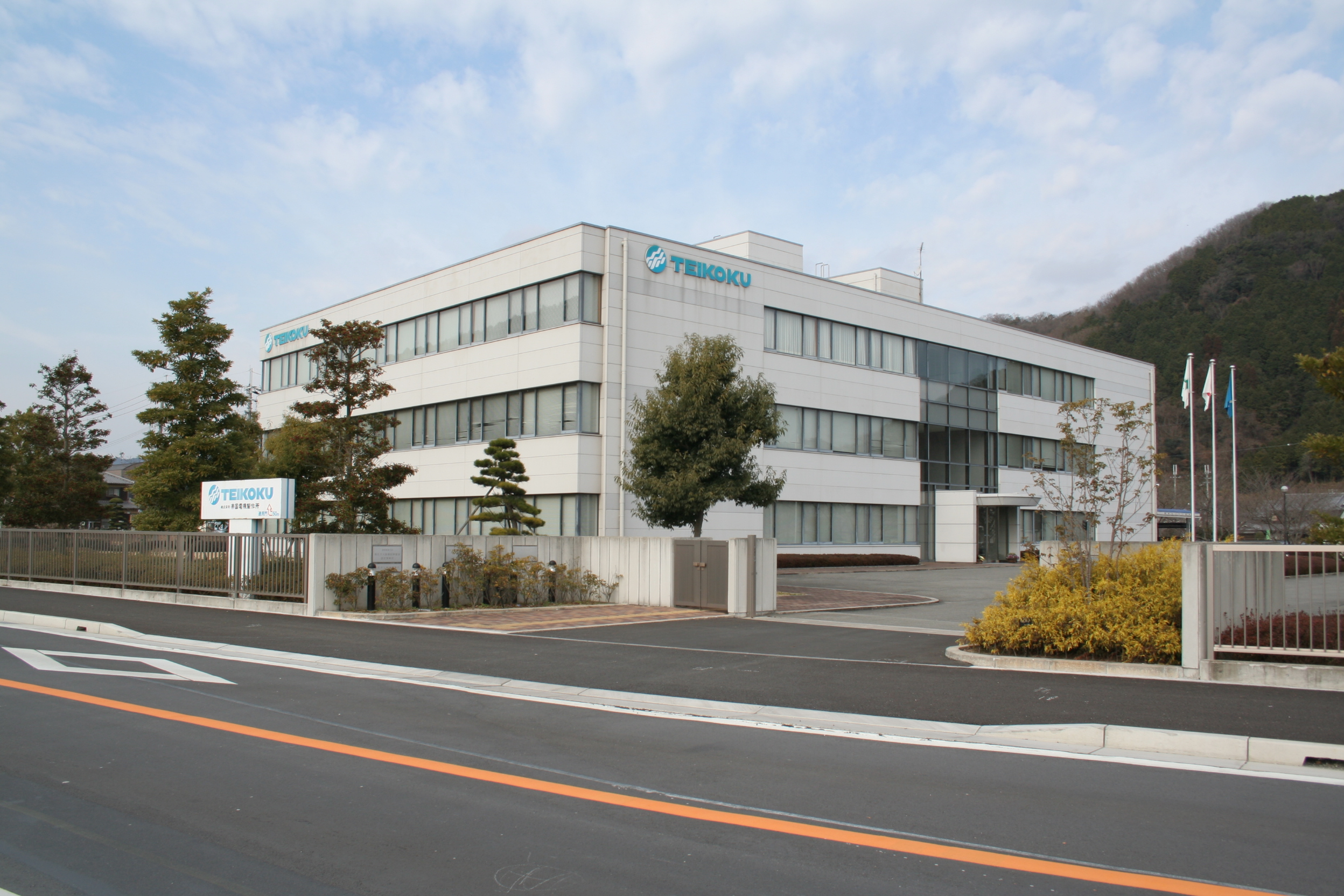
帝国電機製作所

### 金融機関
銀行
- 株式会社三井住友銀行 龍野支店 - 指定金融機関
- 株式会社トマト銀行 竜野支店
- 株式会社みなと銀行竜野支店

信用金庫
- 西兵庫信用金庫 新宮支店、龍野支店
- 播州信用金庫揖保川支店、竜野支店
- 姫路信用金庫 龍野支店
- 兵庫信用金庫新宮支店、御津支店

信用組合
- 兵庫県信用組合新宮支店、竜野支店

農協
- JA兵庫西 - 以前は市内に同組合の経済本店が置かれていたが、2016年5月に本店に統合された。

### 特産品

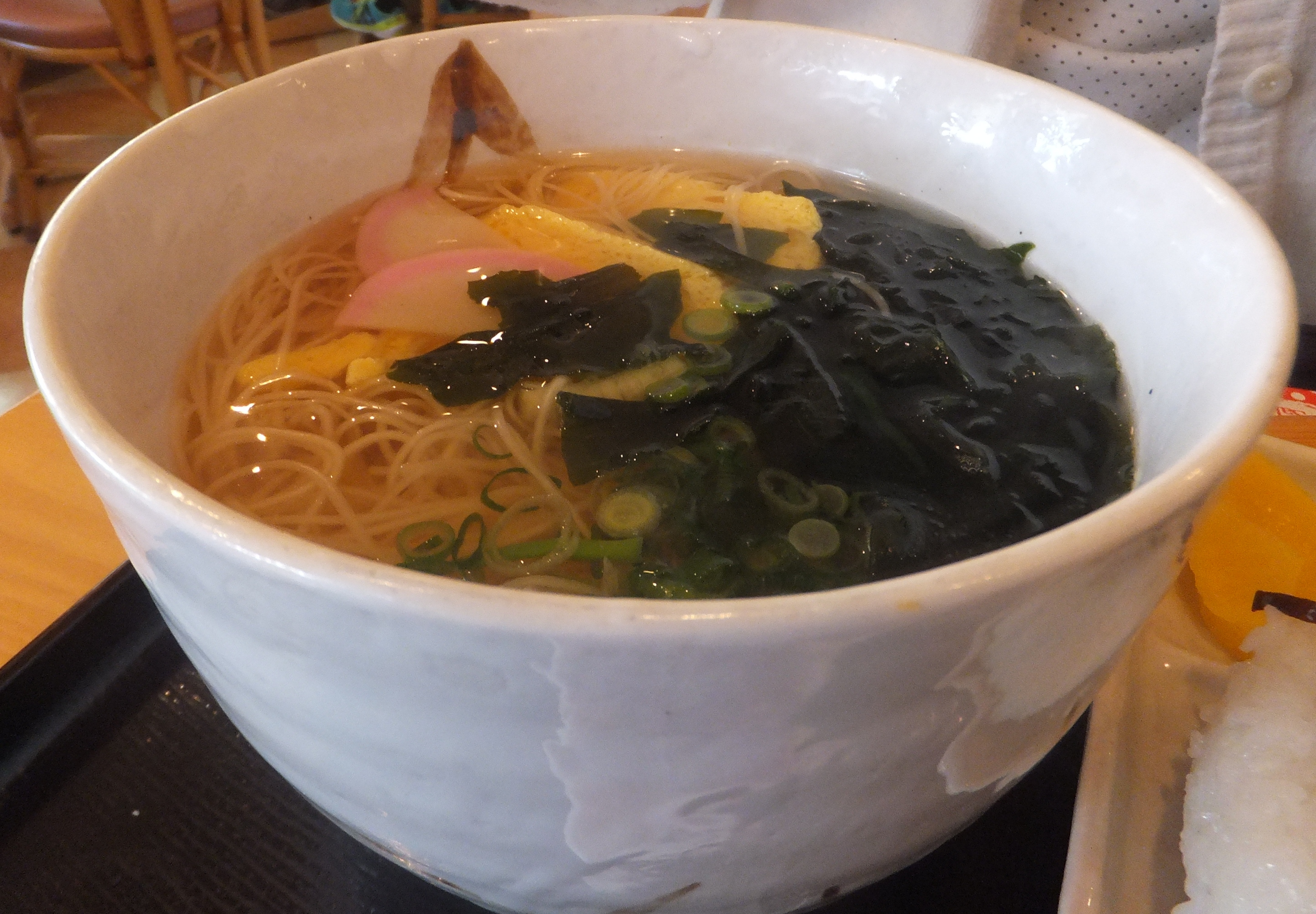
龍野にゅうめん

- 素麺
- 醤油

## 公共機関

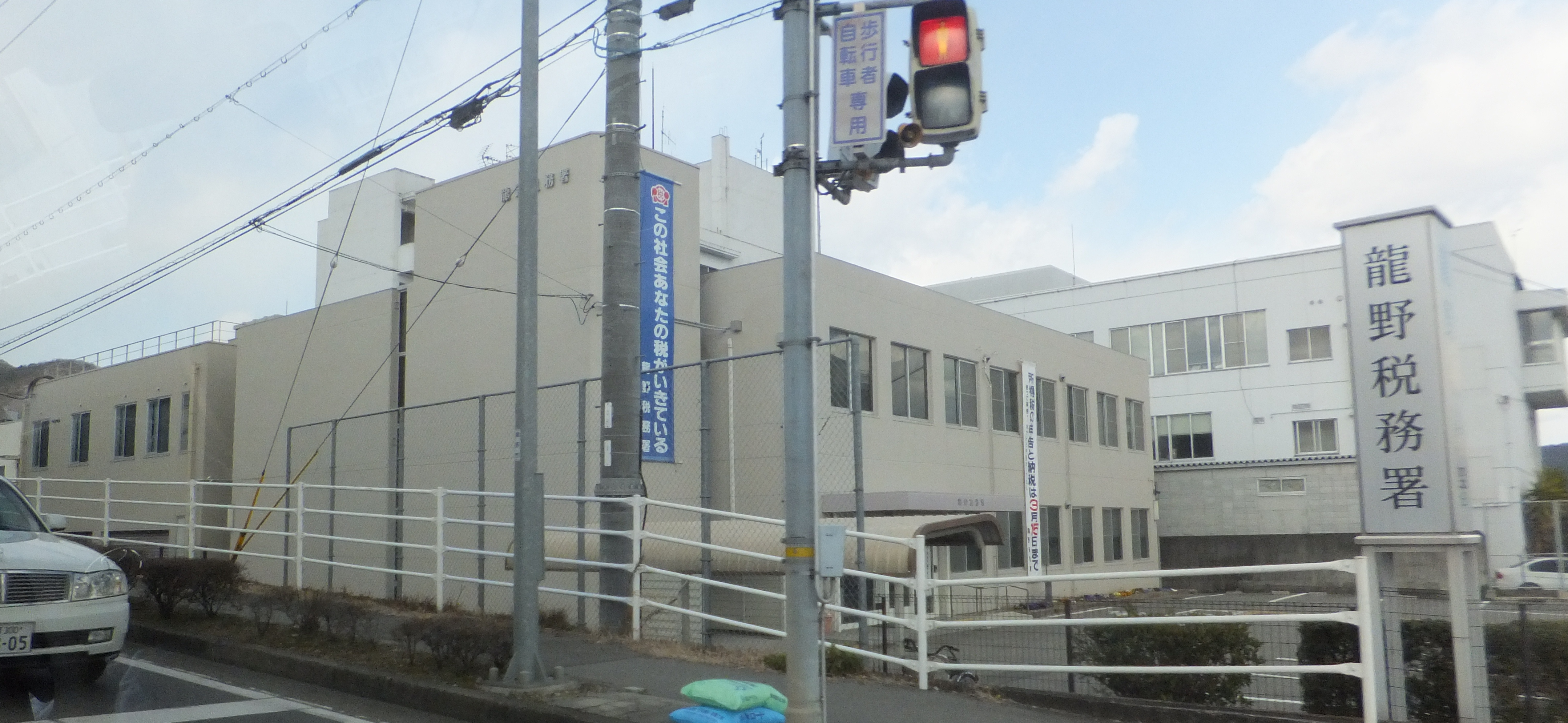
龍野税務署

警察
- 兵庫県たつの警察署

### 行政

#### 国の機関
- 法務省
  - 神戸地方法務局龍野支局
  - 神戸地方検察庁龍野支部
  - 龍野区検察庁
- 財務省
  - 大阪国税局龍野税務署
- 厚生労働省
  - 兵庫労働局龍野公共職業安定所（ハローワーク龍野）
- 農林水産省
  - 姫路統計・情報センター たつの庁舎
- 国土交通省
  - 近畿地方整備局姫路河川国道事務所 龍野出張所
- 独立行政法人
  - 家畜改良センター兵庫牧場

#### 県の機関
兵庫県西播磨県民局のうち下記の出先機関が兵庫県龍野庁舎に所在している。
- 龍野庁舎本館
  - 1階
    - 龍野県税事務所

  - 2階
    - 龍野土木事務所
- 龍野庁舎別館
  - 1階・2階
    - 龍野健康福祉事務所（検査室を除く全て）

  - 3階
    - 龍野農業改良普及センター
    - 県民局県民交流室（製革業対策担当）
- 龍野庁舎保健所棟
  - 龍野健康福祉事務所（検査室）
  - 動物愛護センター 龍野支所

### 司法
- 神戸家庭裁判所龍野支部
- 神戸地方裁判所龍野支部
- 龍野簡易裁判所

## 地域
たつの市は現在、以下の8つの町に分かれ、さらに各々が多数の大字などに分かれている。

### 龍野町地区
- たつの市の中心部である。

| 郵便番号 | 大字名       |
| -------- | ------------ |
| 679-4175 | 龍野町旭町   |
| 679-4178 | 龍野町大手   |
| 679-4128 | 龍野町小宅北 |
| 679-4123 | 龍野町片山   |
| 679-4179 | 龍野町上霞城 |
| 679-4172 | 龍野町上川原 |
| 679-4166 | 龍野町川原町 |
| 679-4171 | 龍野町北龍野 |
| 679-4121 | 龍野町島田   |
| 679-4162 | 龍野町下霞城 |
| 679-4177 | 龍野町下川原 |
| 679-4176 | 龍野町水神町 |
| 679-4125 | 龍野町末政   |
| 679-4169 | 龍野町大道   |
| 679-4164 | 龍野町立町   |
| 679-4129 | 龍野町堂本   |
| 679-4167 | 龍野町富永   |
| 679-4124 | 龍野町中井   |
| 679-4170 | 龍野町中霞城 |
| 679-4126 | 龍野町中村   |
| 679-4122 | 龍野町日飼   |
| 679-4161 | 龍野町日山   |
| 679-4163 | 龍野町福の神 |
| 679-4165 | 龍野町本町   |
| 679-4127 | 龍野町宮脇   |
| 679-4173 | 龍野町門の外 |
| 679-4174 | 龍野町柳原   |
| 679-4168 | 龍野町四箇   |

### 揖保町地区
| 郵便番号 | 大字名       |
| -------- | ------------ |
| 679-4156 | 揖保町揖保上 |
| 679-4155 | 揖保町揖保中 |
| 679-4146 | 揖保町今市   |
| 679-4141 | 揖保町栄     |
| 679-4143 | 揖保町東用   |
| 679-4152 | 揖保町中臣   |
| 679-4154 | 揖保町西構   |
| 679-4145 | 揖保町萩原   |
| 679-4144 | 揖保町真砂   |
| 679-4142 | 揖保町松原   |
| 679-4153 | 揖保町門前   |
| 679-4151 | 揖保町山下   |

### 神岡町地区
- 旧神岡村の範囲であり、当市の北東部に位置する。幕末の播磨国揖東郡神岡村(旧：林田藩）の地域が多い。
- 揖保乃糸そうめんの発祥の地域と云われ、揖保川と林田川の間、兵庫県道724号姫路新宮線を挟んで素麺神社(大神神社)と「揖保乃糸 資料館 そうめんの里」がある。

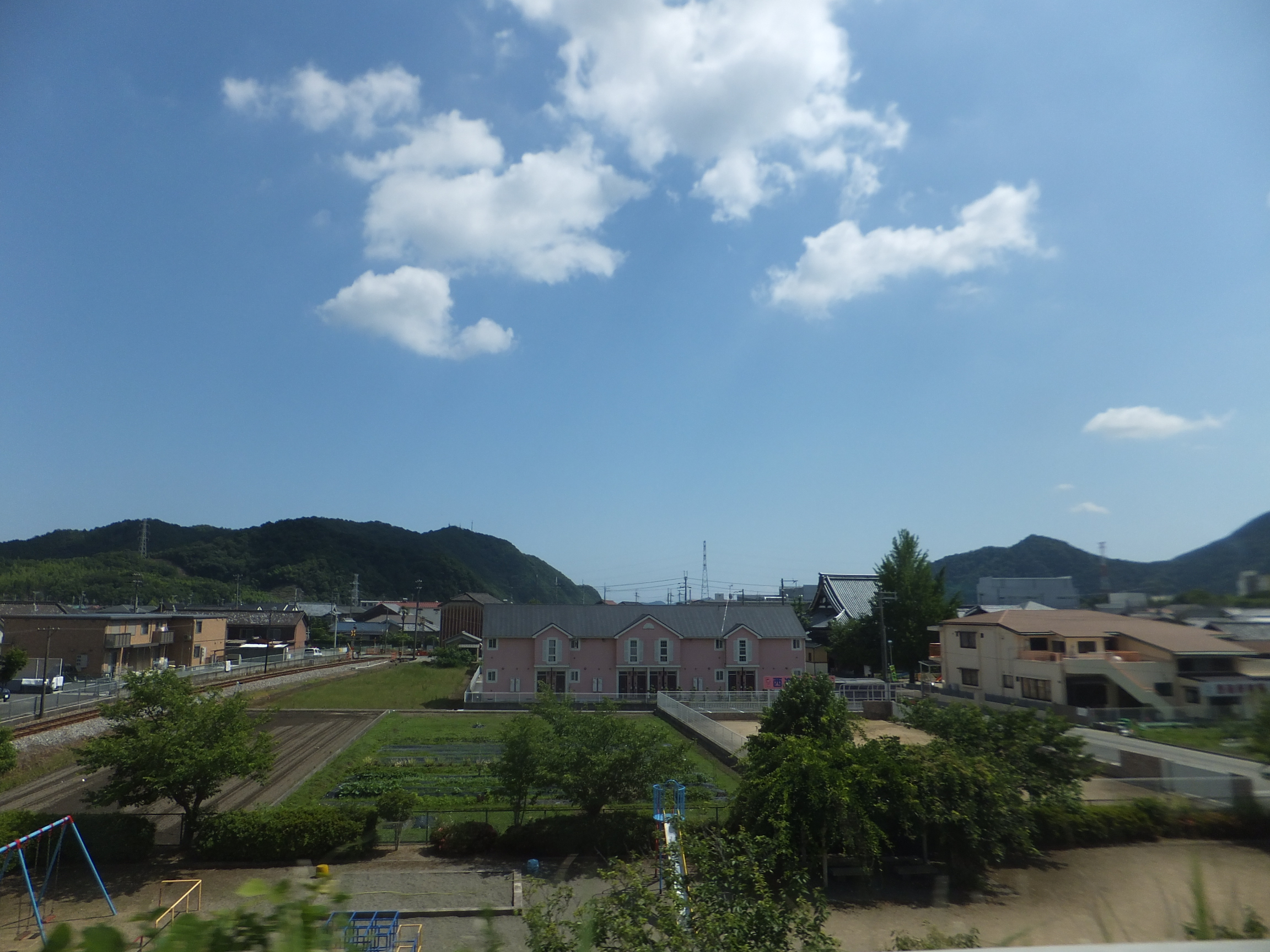
神岡町地区の街並み
神岡町大住寺で撮影

| 郵便番号 | 大字名       |
| -------- | ------------ |
| 679-4115 | 神岡町入野   |
| 679-4112 | 神岡町追分   |
| 679-4101 | 神岡町奥村   |
| 679-4103 | 神岡町上横内 |
| 679-4102 | 神岡町北横内 |
| 679-4116 | 神岡町沢田   |
| 679-4108 | 神岡町大住寺 |
| 679-4113 | 神岡町田中   |
| 679-4104 | 神岡町筒井   |
| 679-4105 | 神岡町西鳥井 |
| 679-4107 | 神岡町西横内 |
| 679-4111 | 神岡町野部   |
| 679-4109 | 神岡町東觜崎 |
| 679-4106 | 神岡町横内   |
| 679-4114 | 神岡町寄井   |

### 誉田町地区
- 旧誉田村の範囲であり、当市の南東部、林田川の流域に位置する[21]。

| 郵便番号 | 大字名     |
| -------- | ---------- |
| 679-4136 | 誉田町井上 |
| 679-4131 | 誉田町内山 |
| 679-4137 | 誉田町片吹 |
| 679-4139 | 誉田町上沖 |
| 679-4138 | 誉田町下沖 |
| 679-4135 | 誉田町高駄 |
| 679-4130 | 誉田町長真 |
| 679-4134 | 誉田町広山 |
| 679-4132 | 誉田町福田 |
| 679-4133 | 誉田町誉   |

### 揖西町地区
- 旧・揖西村の範囲であり、当市の中心部から西側一帯、山陽自動車道龍野西インターチェンジの北側に位置する[22]。

| 郵便番号 | 大字名       |
| -------- | ------------ |
| 679-4008 | 揖西町芦原台 |
| 679-4003 | 揖西町小神   |
| 679-4024 | 揖西町尾崎   |
| 679-4025 | 揖西町小畑   |
| 679-4007 | 揖西町構     |
| 679-4022 | 揖西町北沢   |
| 679-4013 | 揖西町北山   |
| 679-4021 | 揖西町小犬丸 |
| 679-4011 | 揖西町佐江   |
| 679-4005 | 揖西町清水   |
| 679-4004 | 揖西町清水新 |
| 679-4001 | 揖西町新宮   |
| 679-4023 | 揖西町住吉   |
| 679-4006 | 揖西町田井   |
| 679-4026 | 揖西町竹原   |
| 679-4014 | 揖西町竹万   |
| 679-4027 | 揖西町長尾   |
| 679-4002 | 揖西町中垣内 |
| 679-4017 | 揖西町土師   |
| 679-4012 | 揖西町前地   |
| 679-4016 | 揖西町南山   |
| 679-4015 | 揖西町龍子   |

### 揖保川町地区

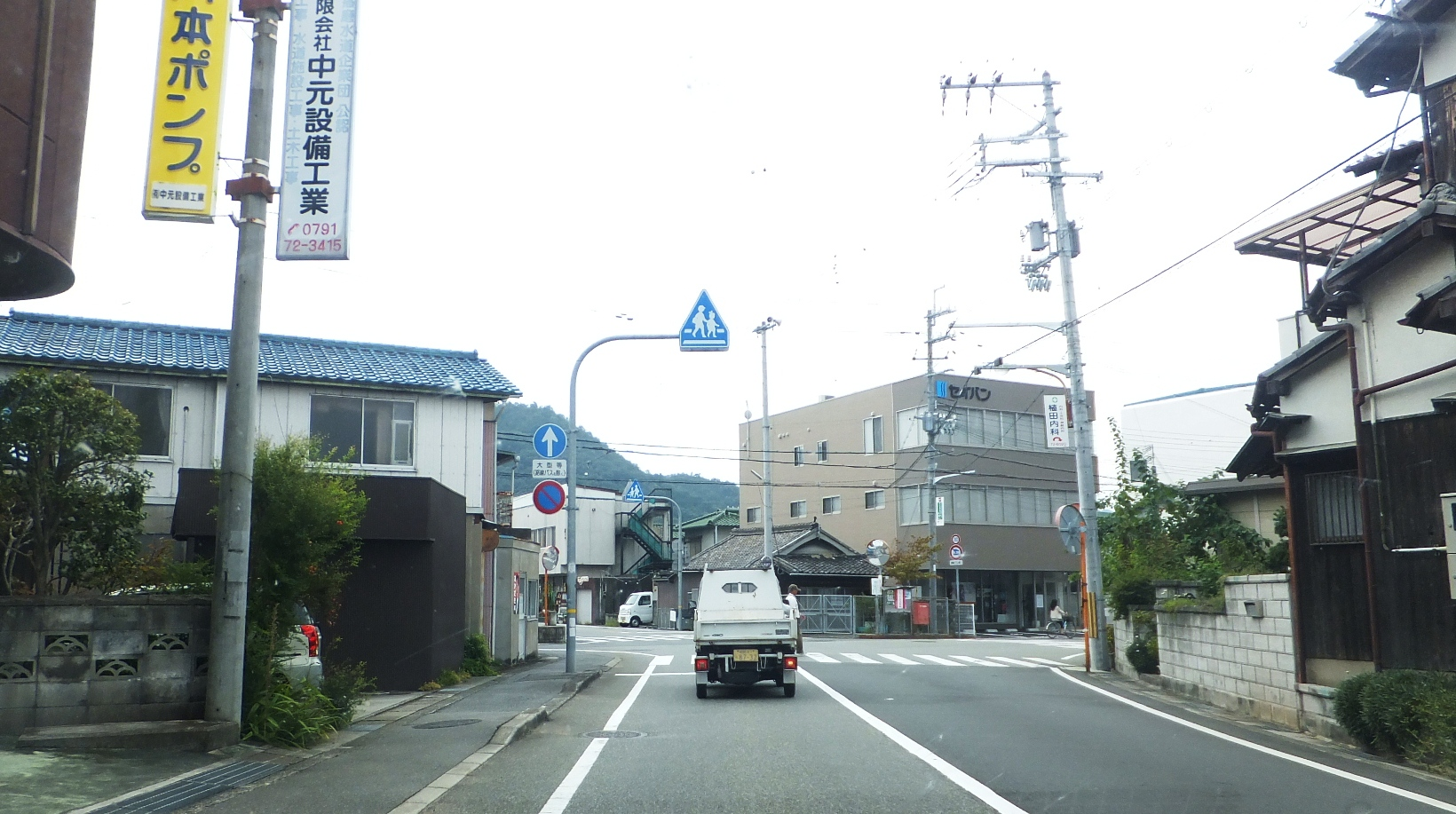
揖保川町の中心部
揖保川町山津屋で撮影

- 旧・揖保川町の範囲である。

| 郵便番号 | 大字名           |
| -------- | ---------------- |
| 671-1662 | 揖保川町市場     |
| 671-1665 | 揖保川町馬場     |
| 671-1663 | 揖保川町浦部     |
| 671-1651 | 揖保川町片島     |
| 671-1643 | 揖保川町神戸北山 |
| 671-1632 | 揖保川町黍田     |
| 671-1664 | 揖保川町金剛山   |
| 671-1621 | 揖保川町正條     |
| 671-1611 | 揖保川町新在家   |
| 671-1642 | 揖保川町大門     |
| 671-1602 | 揖保川町野田     |
| 671-1641 | 揖保川町原       |
| 671-1601 | 揖保川町半田     |
| 671-1661 | 揖保川町袋尻     |
| 671-1613 | 揖保川町二塚     |
| 671-1612 | 揖保川町本條     |
| 671-1603 | 揖保川町養久     |
| 671-1631 | 揖保川町山津屋   |

### 御津町地区
- 旧・御津町の範囲である。揖保川河口の西側に位置している[23]。

| 郵便番号 | 大字名     |
| -------- | ---------- |
| 671-1342 | 御津町朝臣 |
| 671-1312 | 御津町碇岩 |
| 671-1331 | 御津町岩見 |
| 671-1341 | 御津町釜屋 |
| 671-1321 | 御津町苅屋 |
| 671-1301 | 御津町黒崎 |
| 671-1311 | 御津町中島 |
| 671-1332 | 御津町室津 |

### 新宮町地区

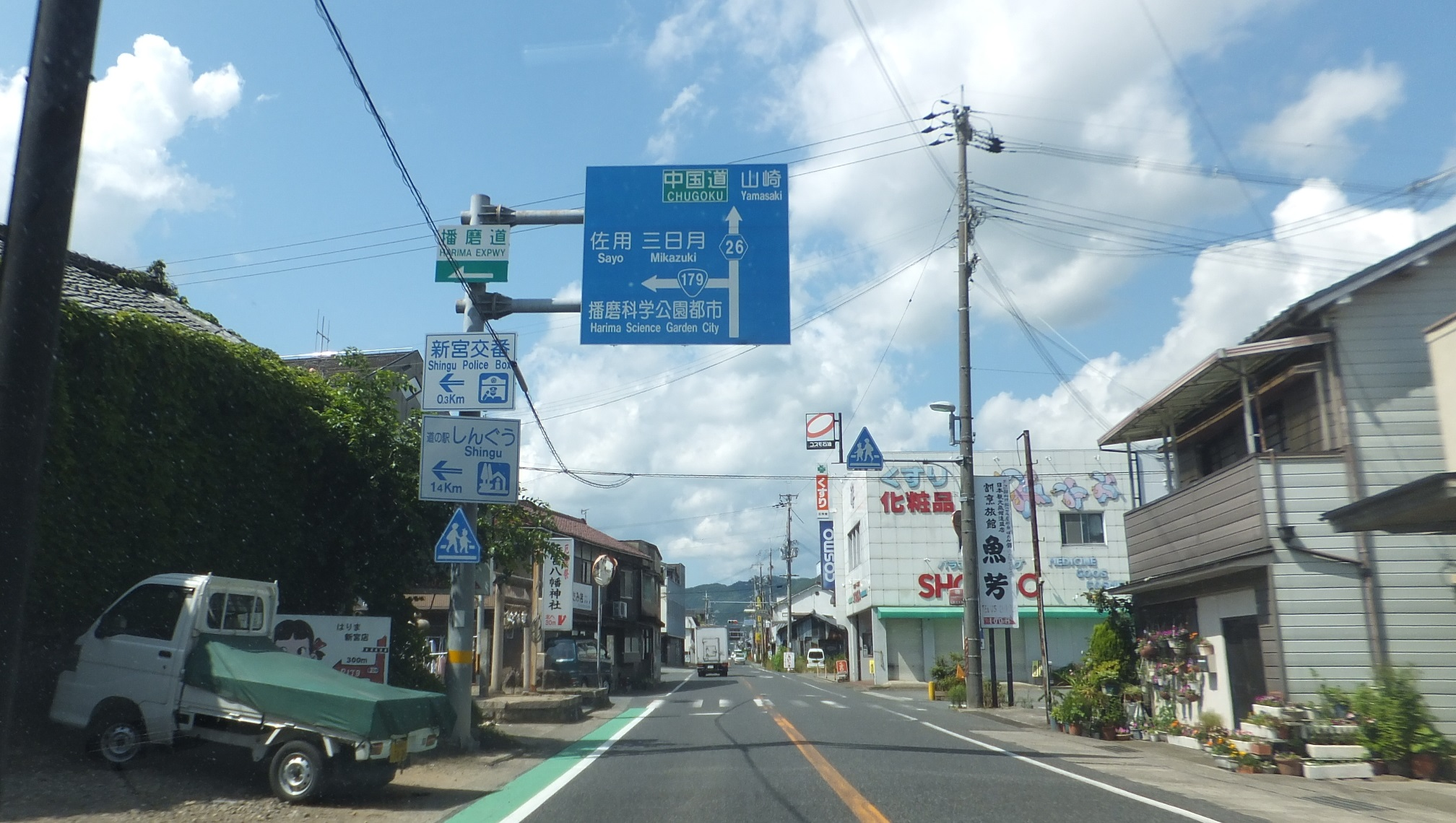
新宮町地区の中心部
新宮町新宮で撮影

- 旧・新宮町の範囲である。

| 郵便番号 | 大字名       |
| -------- | ------------ |
| 679-4331 | 新宮町市野保 |
| 679-4315 | 新宮町井野原 |
| 679-4332 | 新宮町馬立   |
| 679-4343 | 新宮町大屋   |
| 679-5151 | 新宮町奥小屋 |
| 679-5154 | 新宮町鍛冶屋 |
| 679-5162 | 新宮町上莇原 |
| 679-4303 | 新宮町上笹   |
| 679-4323 | 新宮町北村   |
| 679-5155 | 新宮町栗町   |
| 679-5165 | 新宮町光都   |
| 679-4302 | 新宮町香山   |
| 679-4316 | 新宮町芝田   |
| 679-4325 | 新宮町佐野   |
| 679-4301 | 新宮町篠首   |
| 679-5161 | 新宮町下莇原 |
| 679-4304 | 新宮町下笹   |
| 679-4312 | 新宮町下野   |
| 679-4333 | 新宮町下野田 |
| 679-4313 | 新宮町新宮   |
| 679-4344 | 新宮町善定   |
| 679-4322 | 新宮町仙正   |
| 679-4346 | 新宮町千本   |
| 679-4314 | 新宮町曽我井 |
| 679-4321 | 新宮町段之上 |
| 679-5163 | 新宮町角亀   |
| 679-5153 | 新宮町時重   |
| 679-4327 | 新宮町中野庄 |
| 679-4341 | 新宮町能地   |
| 679-4324 | 新宮町觜崎   |
| 679-4342 | 新宮町平野   |
| 679-4345 | 新宮町福栖   |
| 679-5164 | 新宮町二柏野 |
| 679-4326 | 新宮町船渡   |
| 679-5152 | 新宮町牧     |
| 679-4311 | 新宮町宮内   |
| 679-4305 | 新宮町吉島   |

## 交通

### 鉄道
西日本旅客鉄道（JR西日本）
- 山陽本線
  - 竜野駅
- 姫新線

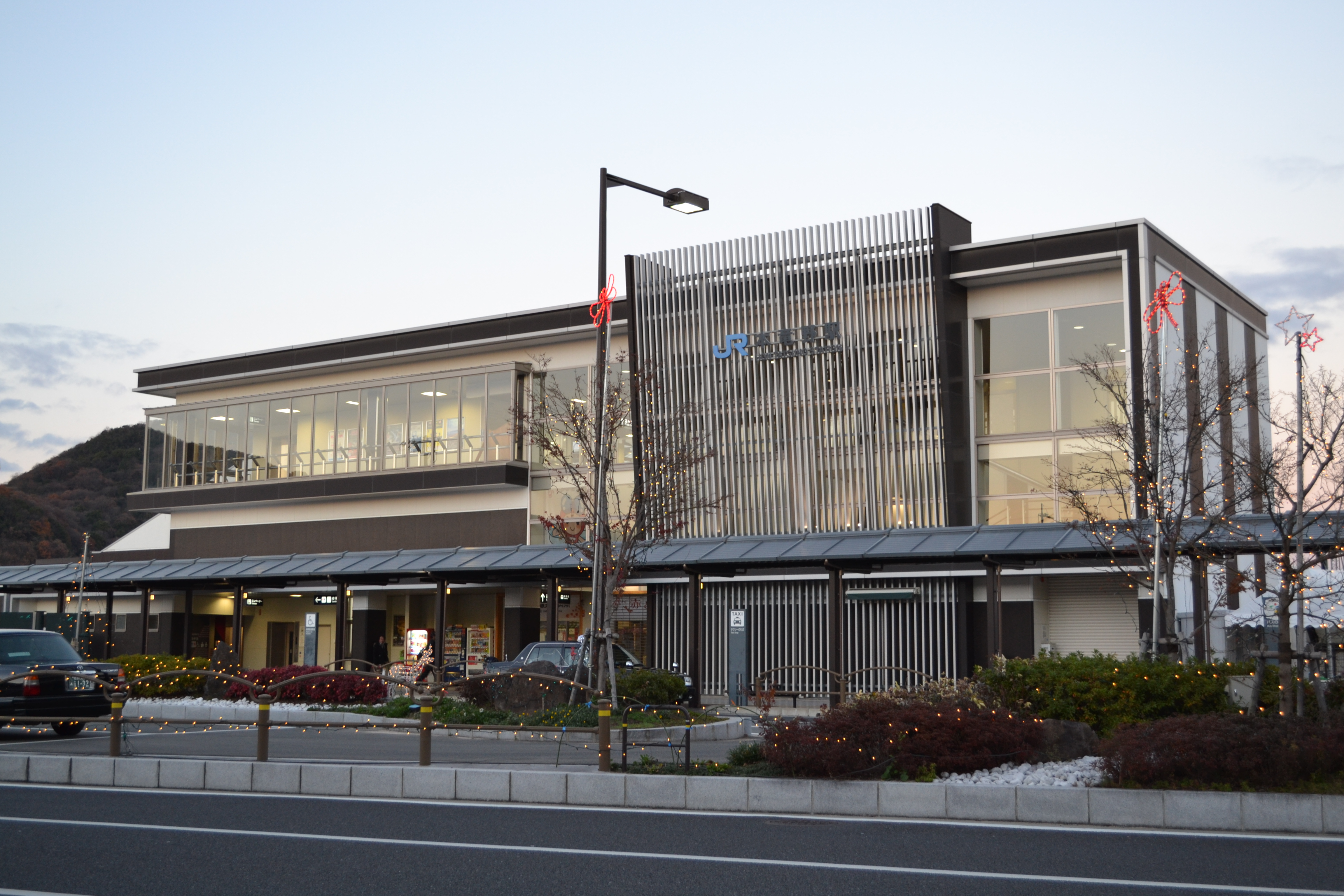
本竜野駅

  - 本竜野駅 - 東觜崎駅 - 播磨新宮駅 - 千本駅 - 西栗栖駅

- 中心となる駅：本竜野駅
  - 旧龍野市域にある本竜野駅が中心駅となっている。山陽本線の竜野駅は旧揖保川町域にあり、中心からは離れている。

その他、山陽新幹線が姫路駅 - 相生駅間で当市を通過している。

### 過去の鉄道路線
- 播電鉄道（1934年12月15日廃止）
  - 新宮町、龍野町を経由し、網干町（現、姫路市網干区）の網干港駅を結んでいた。

### バス
- 神姫バス
- たつの市コミュニティバス
- 播磨科学公園都市圏域定住自立圏『圏域バス』

### 道路

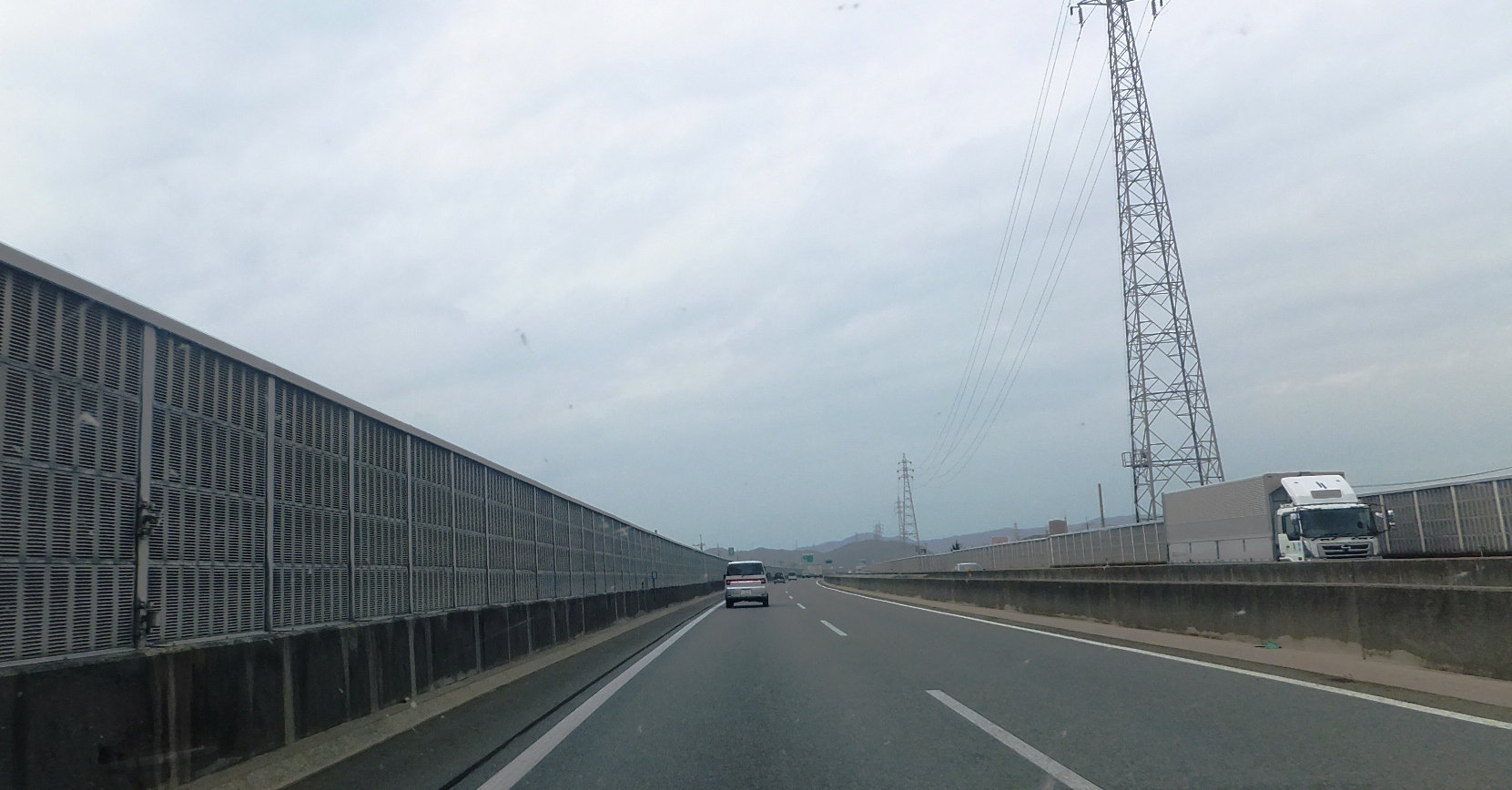
山陽自動車道龍野インターチェンジ付近
龍野町堂本で撮影

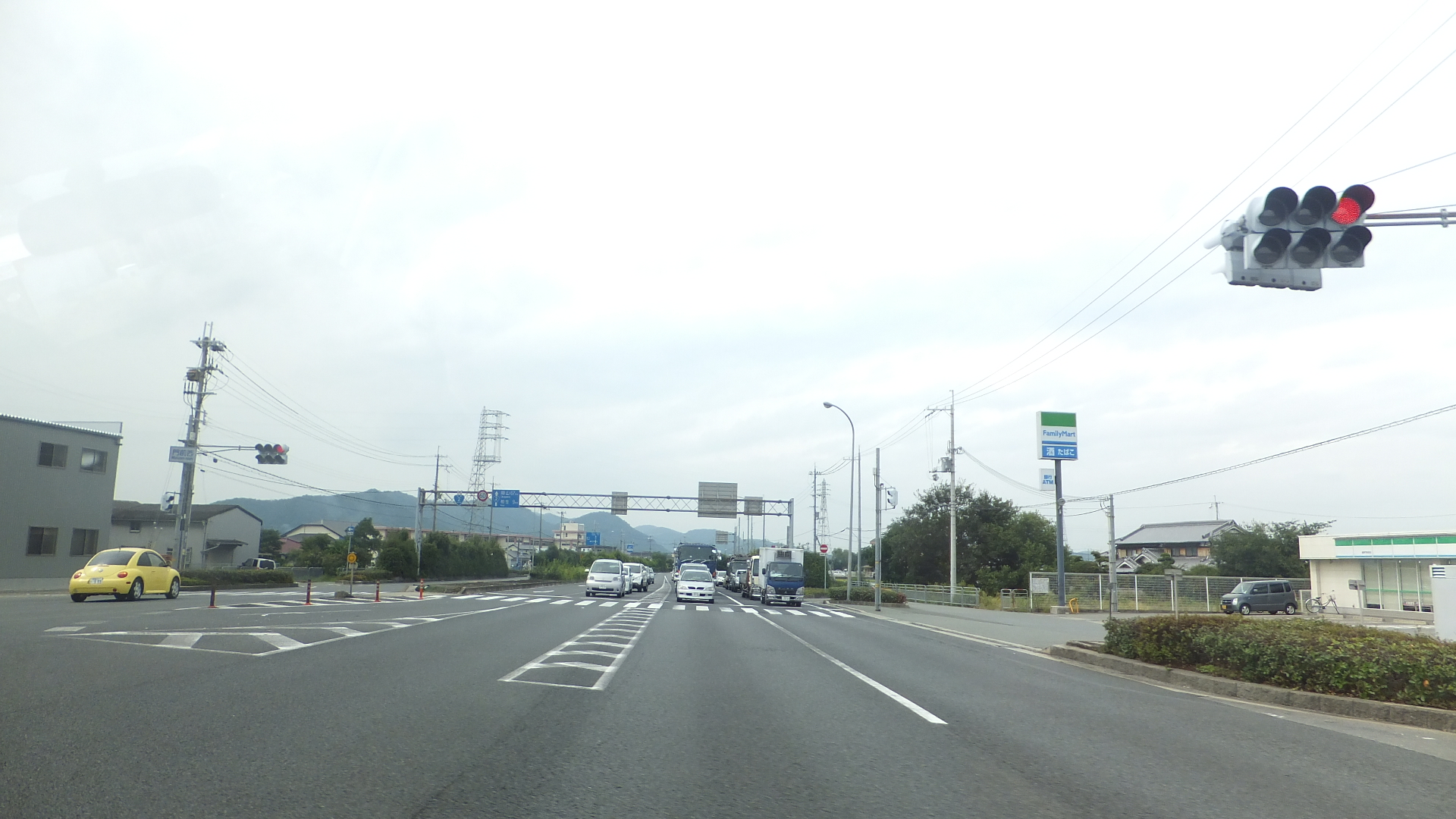
国道2号
揖保町門前で撮影

高速道路
E2 山陽自動車道
- (姫路市) - (8)龍野IC - (9)龍野西IC/SA - (9-1)播磨JCT - (相生市)

E29 播磨自動車道
- (9-1)播磨JCT - (1)播磨新宮IC - (宍粟市)

一般国道
国道2号(太子竜野バイパス)
国道29号
国道179号
国道250号(はりまシーサイドライン)
主要地方道
兵庫県道5号(姫路上郡線)
兵庫県道14号(本竜野停車場線)
兵庫県道26号(山崎新宮線)
兵庫県道29号(網干たつの線)
兵庫県道44号(相生宍粟線)
兵庫県道93号(竜野西インター線)
兵庫県道120号(たつの竜野停車場線)
県道
兵庫県道133号(網干停車場新舞子線)
兵庫県道154号(千種新宮線)
兵庫県道432号(宇原新宮線)
兵庫県道434号(上笹千本停車場線)
兵庫県道435号(上伊勢誉田線)
兵庫県道437号(東觜崎網干停車場線)
兵庫県道440号(桑原北山揖保川線)
兵庫県道441号(中島揖保川線)
兵庫県道442号(岩見揖保川線)
兵庫県道505号(新宮林田線)
兵庫県道724号(姫路新宮線)
兵庫県道725号(門前鵤線)
兵庫県道726号(播磨新宮インター線)
道の駅
- しんぐう
- みつ

### 海の駅
- 室津港（むろつ海宝海の駅）

## 放送通信

### 郵便番号
- 龍野郵便局 - 679-41xx、679-40xx、671-16xx、671-13xx
- 播磨新宮郵便局 - 679-43xx
- 三日月郵便局（佐用町） - 679-51xx （旧新宮町西栗栖地区）

### 市外局番
- 0791 - 旧御津町を除く地域、（龍野MA、但し播磨科学公園都市のある新宮町光都地区（市内局番は58または59）は相生MA）
- 079 - （旧御津町、2006年5月14日に07932-より変更、姫路市・太子町と同一市外局番化）

### 受信可能放送局
- eo光テレビ（ケーブルテレビ）

- テレビ
  - NHK総合
  - NHK教育
  - 毎日放送
  - 朝日放送
  - 関西テレビ
  - 読売テレビ
  - サンテレビ

- ラジオ
  - Kiss FM KOBE
  - NHK-FM
  - FM GENKI (姫路シティFM21)
  - NHK第1、第2
  - ABCラジオ
  - MBSラジオ
  - ラジオ大阪
  - ラジオ関西

この他、一部地域でFM OSAKA・FM802・FM COCOLOや、岡山県の放送局が受信可能。

## 教育
市内の公立幼稚園はすべて統合および認定こども園への移行を済ませていて、公立認定こども園は市内居住地にかかわらずどの園にも通園可能である。

### 小学校・中学校
小学校のうち太字の学校は標準服が指定。通学区域の指定は「たつの市立学校の通学区域に関する規則」による。
| 小学校                                 | 中学校                                 | 小学校                 | 中学校                 |
| -------------------------------------- | -------------------------------------- | ---------------------- | ---------------------- |
| たつの市立龍野小学校                   | たつの市立龍野西中学校                 | たつの市立新宮小学校   | たつの市立新宮中学校   |
| たつの市立揖西東小学校                 | たつの市立龍野西中学校                 | たつの市立香島小学校   | たつの市立新宮中学校   |
| たつの市立揖西西小学校                 | たつの市立龍野西中学校                 | たつの市立越部小学校   | たつの市立新宮中学校   |
| たつの市立揖保小学校                   | たつの市立龍野西中学校                 | たつの市立東栗栖小学校 | たつの市立新宮中学校   |
| たつの市立小宅小学校                   | たつの市立龍野東中学校                 | たつの市立西栗栖小学校 | たつの市立新宮中学校   |
| たつの市立誉田小学校                   | たつの市立龍野東中学校                 | たつの市立半田小学校   | たつの市立揖保川中学校 |
| たつの市立神岡小学校                   | たつの市立龍野東中学校                 | たつの市立神部小学校   | たつの市立揖保川中学校 |
| たつの市立御津小学校                   | たつの市立御津中学校                   | たつの市立河内小学校   | たつの市立揖保川中学校 |
| 播磨高原広域事務組合立播磨高原東小学校 | 播磨高原広域事務組合立播磨高原東中学校 |                        |                        |

### 高等学校
- 兵庫県立龍野高等学校
- 兵庫県立龍野北高等学校

### 特別支援学校
- 兵庫県立播磨特別支援学校
- 兵庫県立西はりま特別支援学校

### その他の学校
- 龍野自動車学院

### 廃止された学校
兵庫県小学校の廃校一覧#たつの市・兵庫県中学校の廃校一覧#たつの市・兵庫県高等学校の廃校一覧#たつの市を参照。

### 学生寮
- 兵庫県立大学 学生寮（西播磨学生寮、黎明寮、西播磨学生寮Ｃ棟） - 理学部・物質理学研究科・生命理学研究科・附属高等学校の学生寮[注 1][注 2]。

## 医療施設
- 兵庫県立粒子線医療センター
- 兵庫県立リハビリテーション西播磨病院
- 県立西播磨総合リハビリテーションセンターふれあいスポーツ交流館

## スポーツ施設
- 市立新宮スポーツセンター
- 市立龍野体育館
- 市立御津体育館
- 市立新宮温水プール
- 市立揖保川スポーツセンター
- 市立新宮武道館
- 新宮リバーパーク

## 自然・野外レクリエーション
- 大倉山（ふるさと兵庫100山）
- 城山城
- 近畿自然歩道 - 山陽路ルート・<51>自然満喫 菖蒲谷へのみち
- 香山城
- 越部古道
- 菖蒲谷森林公園
- 新龍アルプス
- 西播丘陵県立自然公園
- 瀬戸内海国立公園
- 的場山
- 御津山脈
- 室山城

## 名所・旧跡・博物館・祭事・催事

### 名所・旧跡
- 龍野城と城下町（重要伝統的建造物群保存地区、県指定景観形成地区）
  - 龍野公園
    - 聚遠亭 - 藩政時代の脇坂家の別邸であった庭園で、根拠となる資料は存在しないが安政年間の京都の火事で京都御所も類焼し、その時に所司代であった龍野藩主脇坂安宅がいち早く御所に参内して避難動座される孝明天皇に付き添った功績から賜ったと伝承の有る心字池に浮堂式に作られた茶室を中心としており、たつの市の史跡に指定されている。園内には他に茶室「楽庵」、御涼所がある。
    - 紅葉谷 - 紅葉の名所

  - 武家屋敷跡 - 脇坂藩公邸跡、旧脇坂家屋敷が並ぶ通り
  - 小林家所有土蔵 - 現存日本最古の土蔵
  - 白鷺山公園 - 文学の小径、哲学の道、童謡の小径、五月の台広場
  - 龍野のカタシボ竹林（国の天然記念物）
  - 鶏籠山

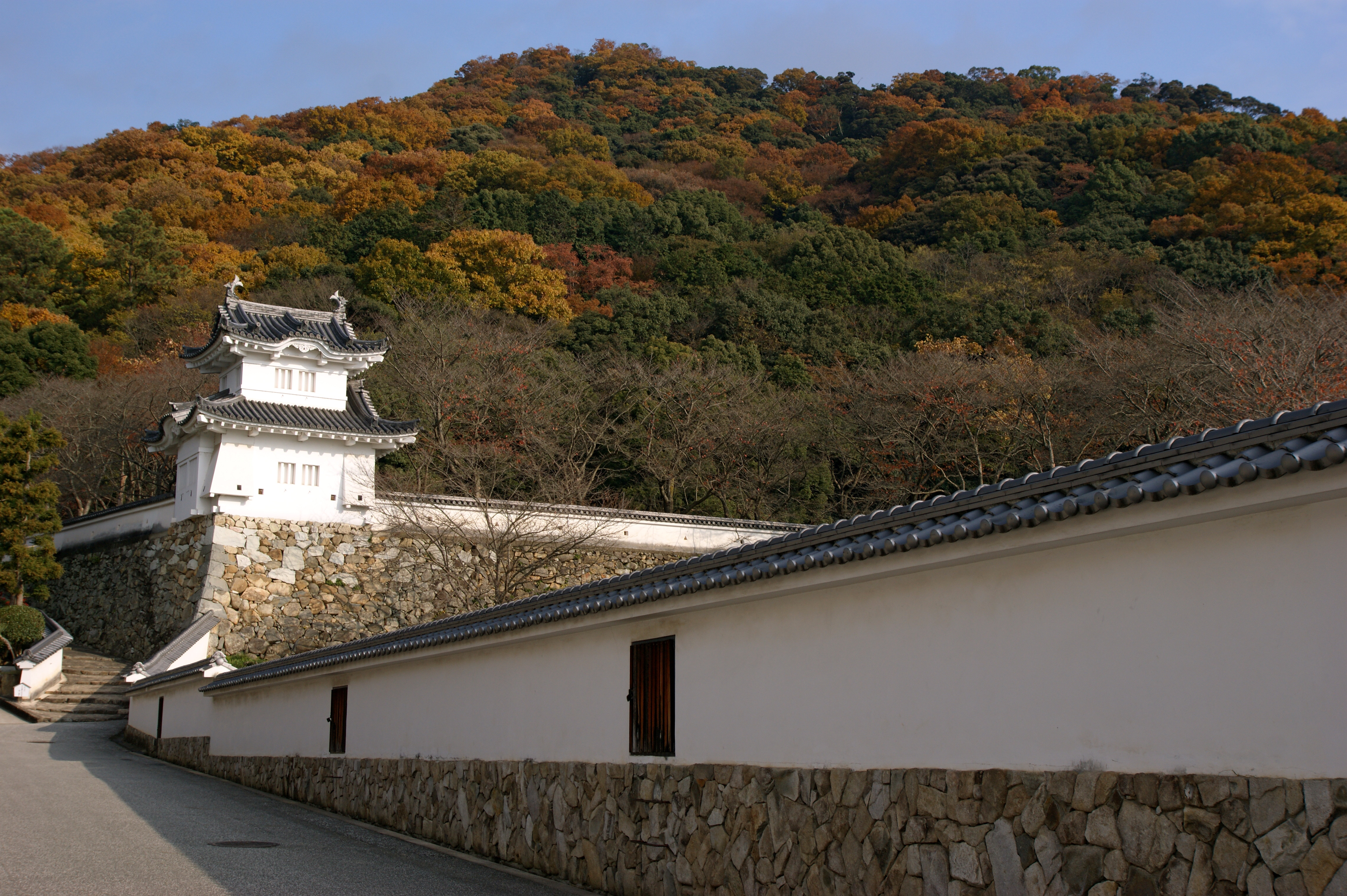
龍野城
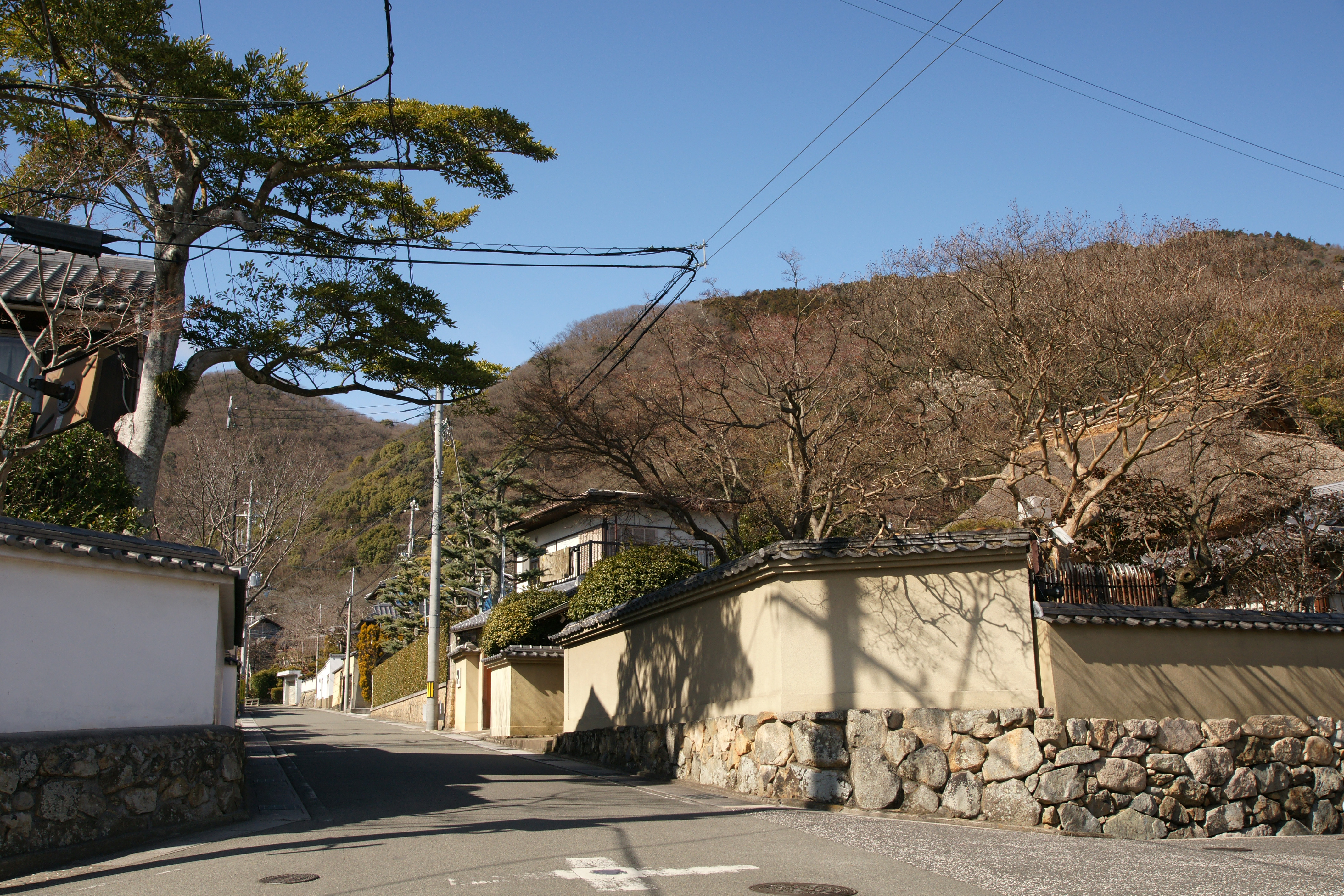
城下町 / 中霞城
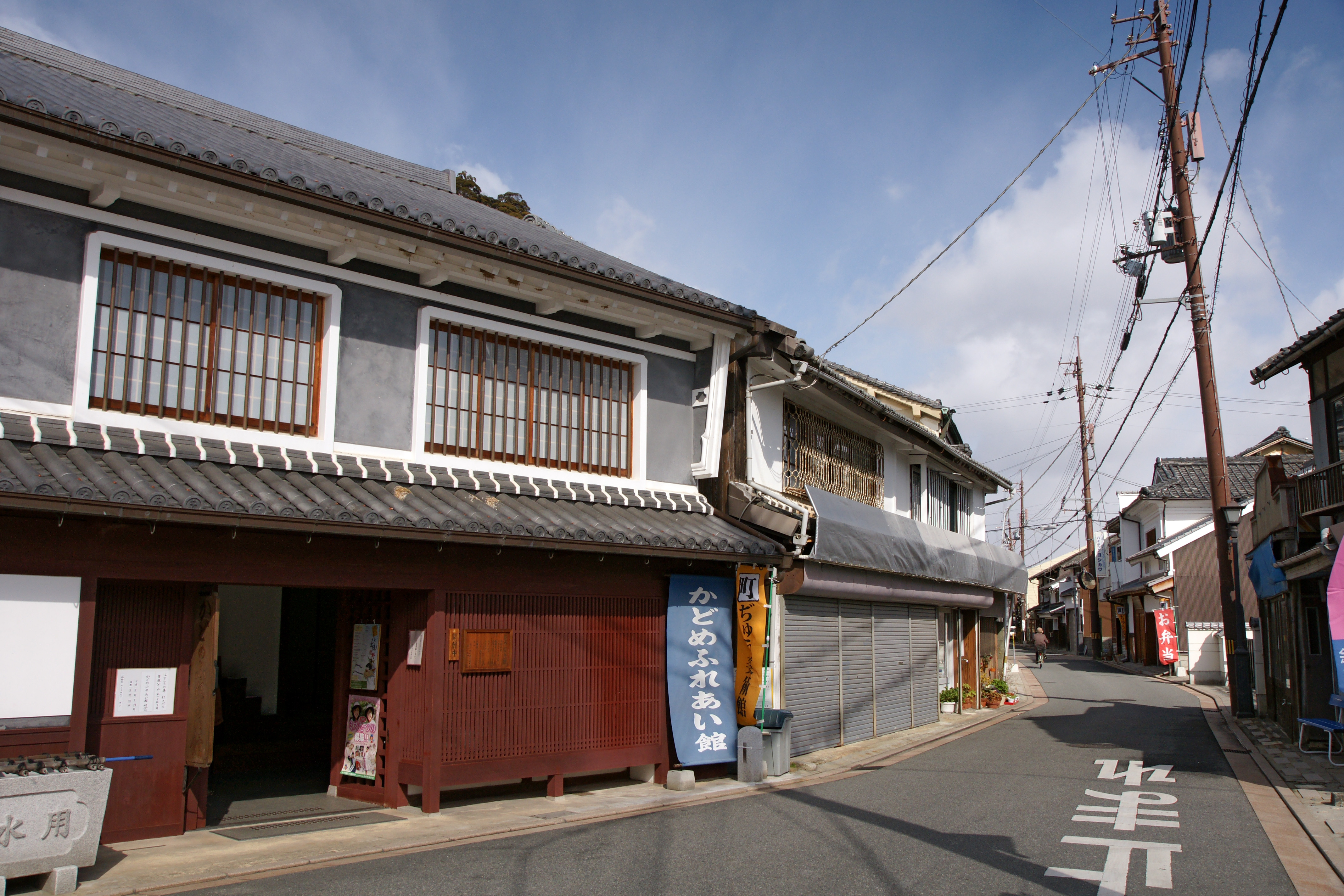
城下町 / 上川原
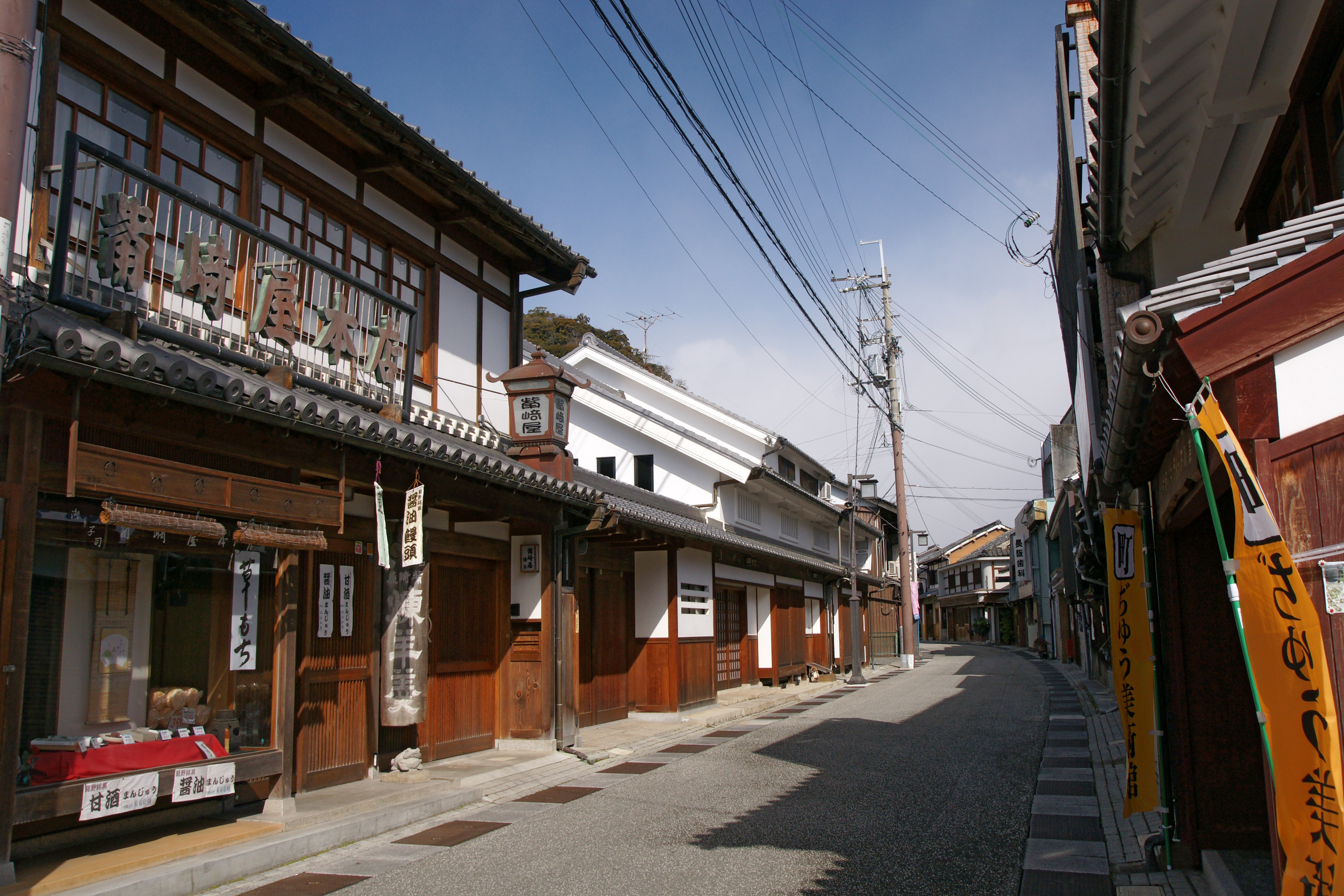
城下町 / 下川原
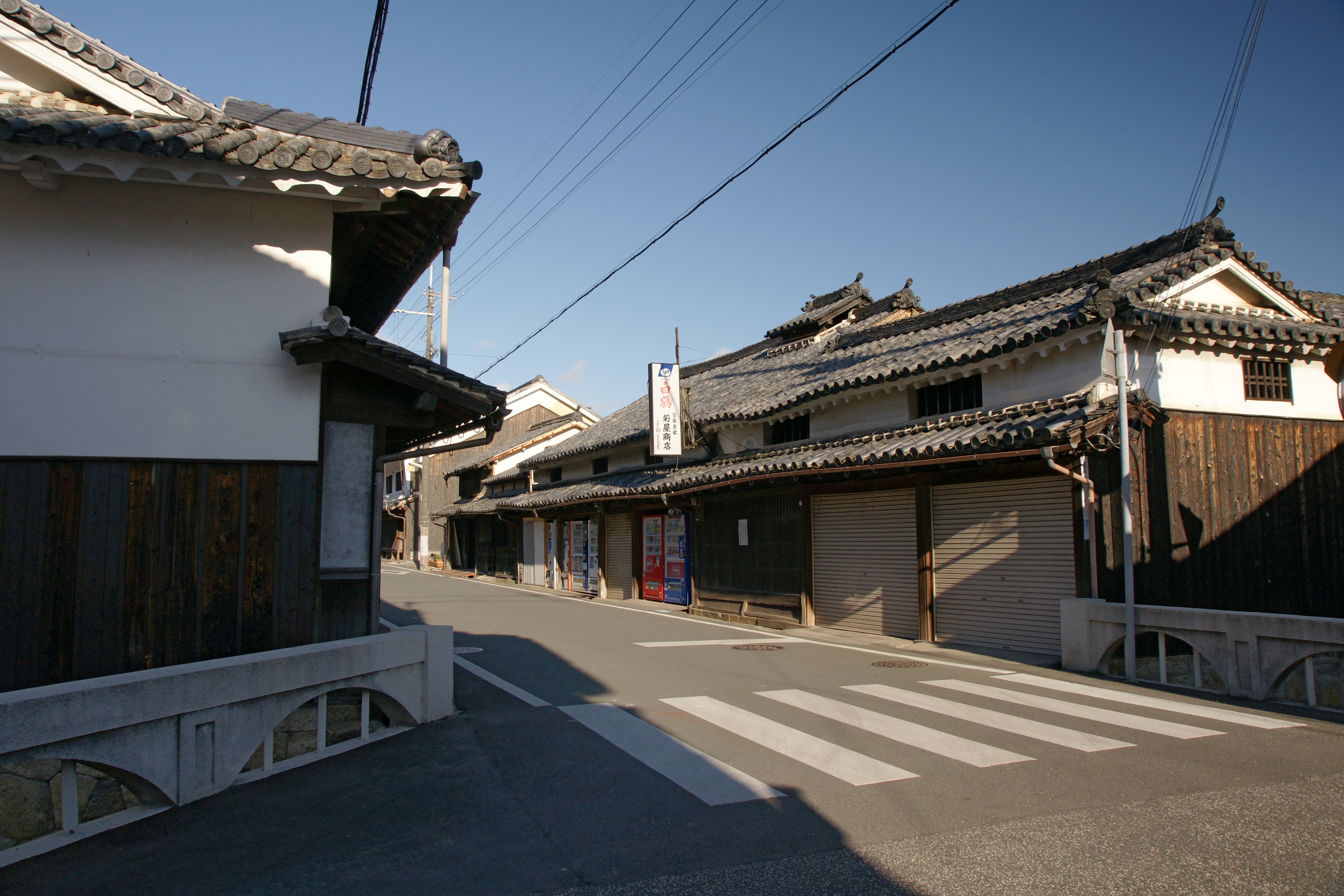
城下町 / 日山
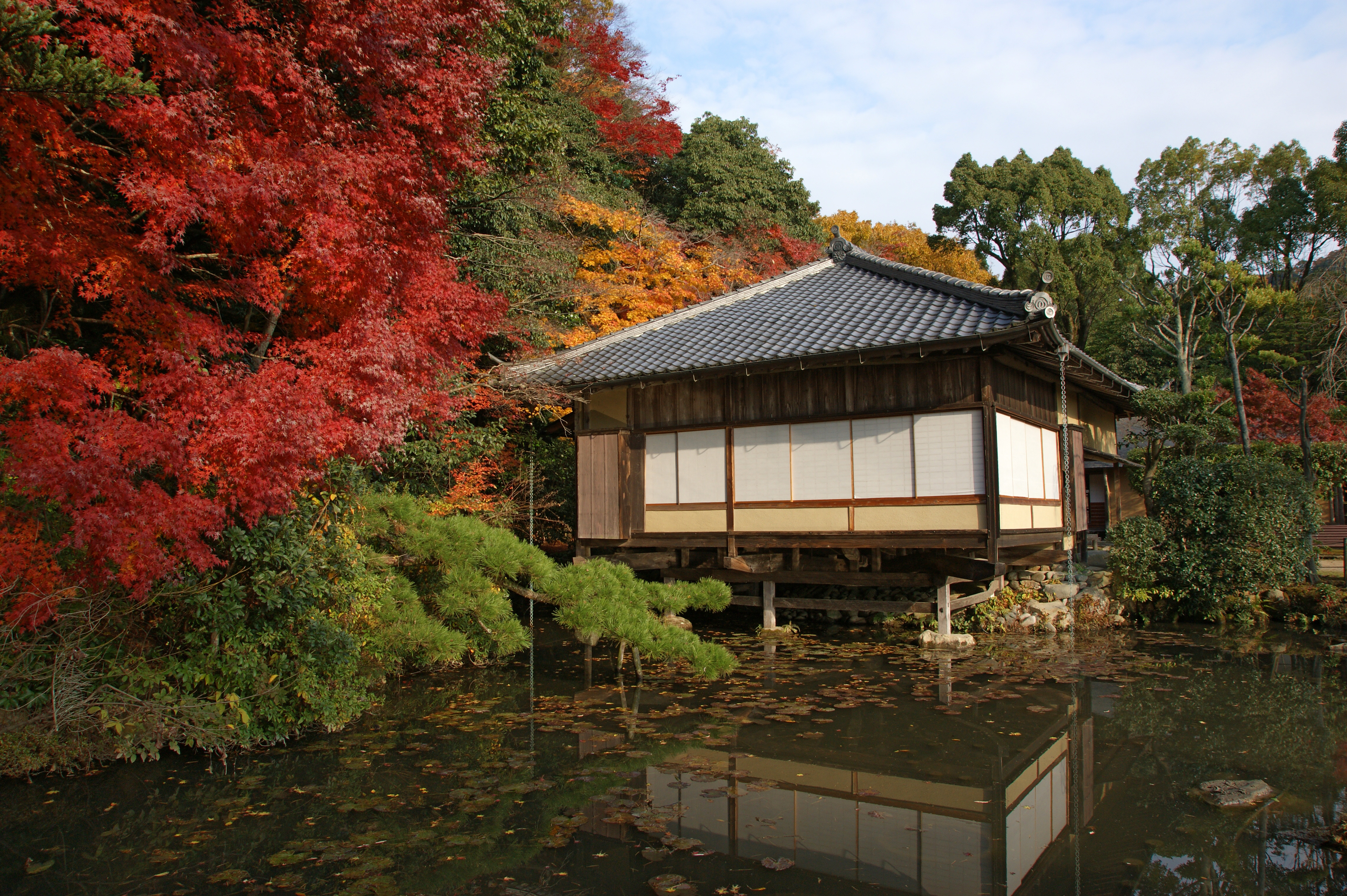
聚遠亭

- 御津
  - 室津（県指定景観形成地区）
  - 新舞子海水浴場
  - 綾部山
  - 御津自然観察公園（世界の梅公園）
- 馬場コスモス畑

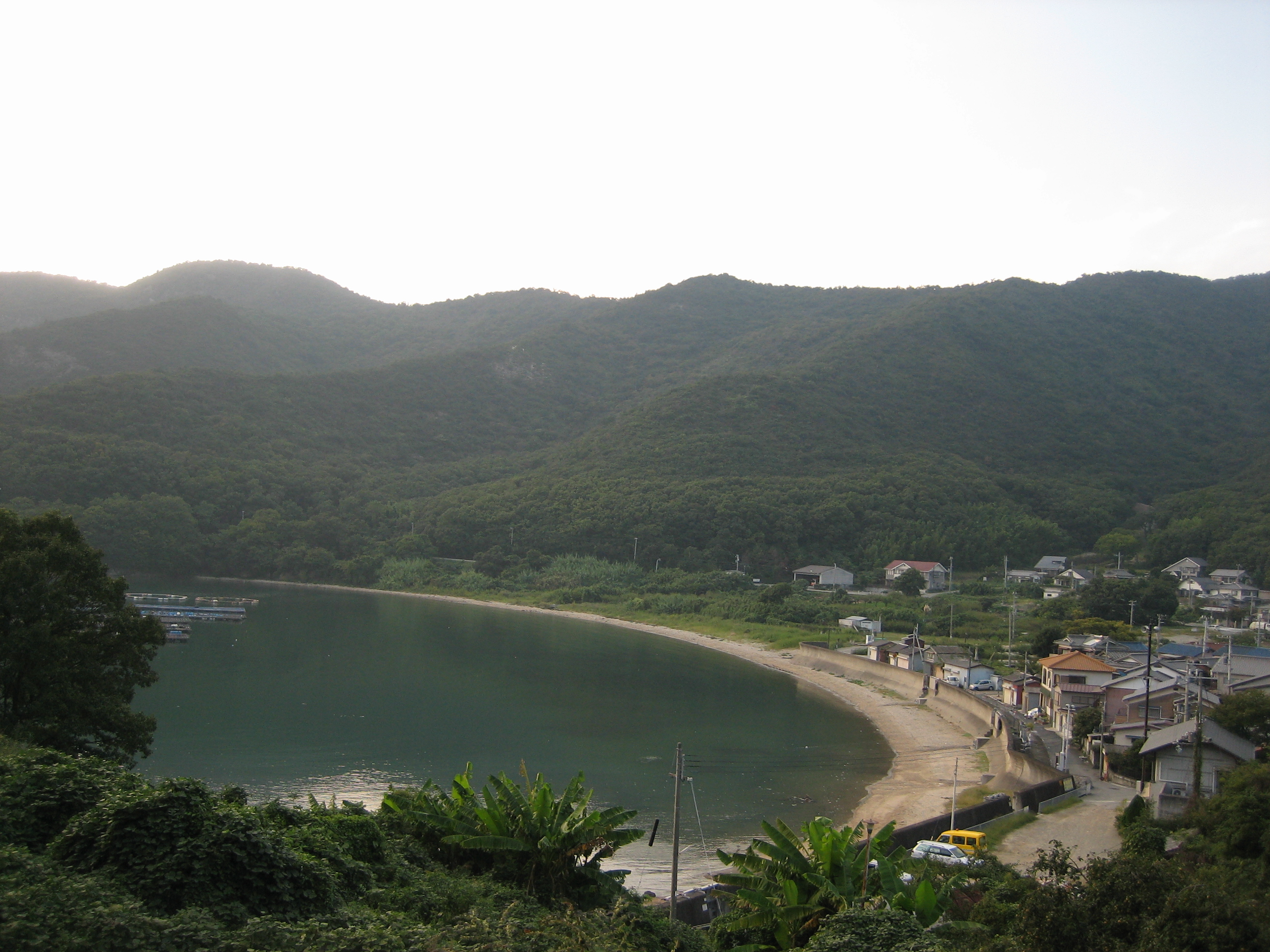
御津の大浦
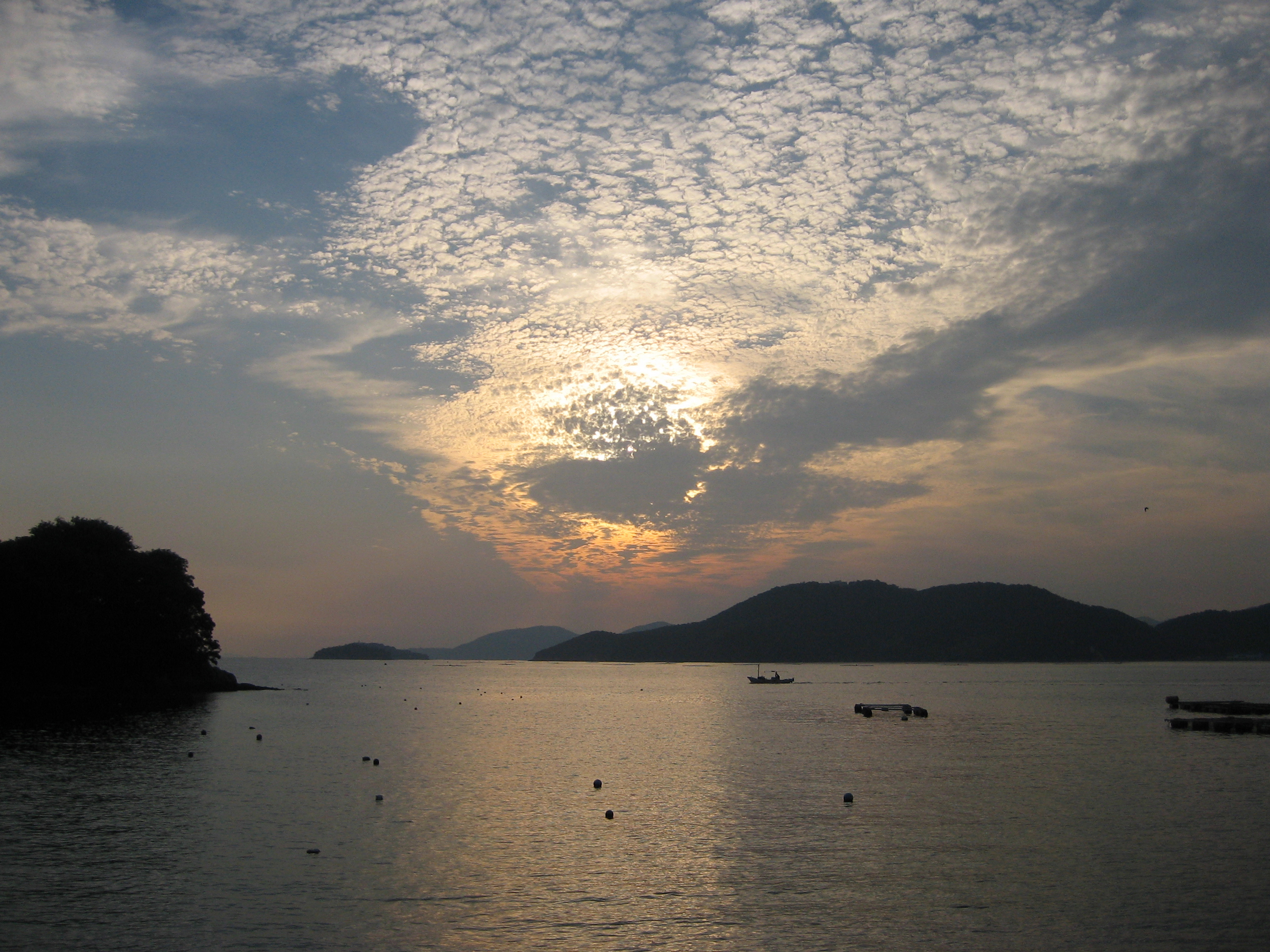
室津
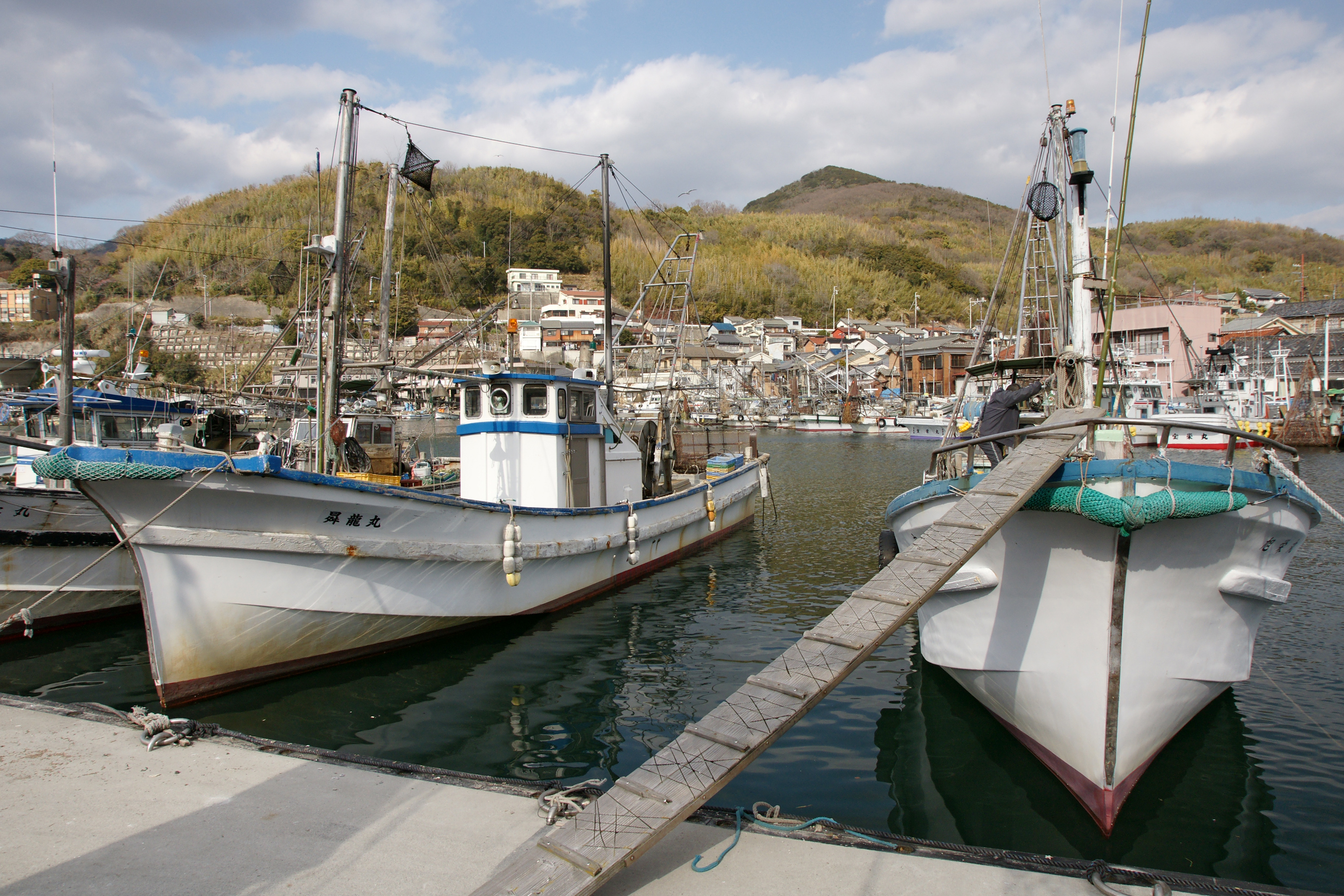
室津港
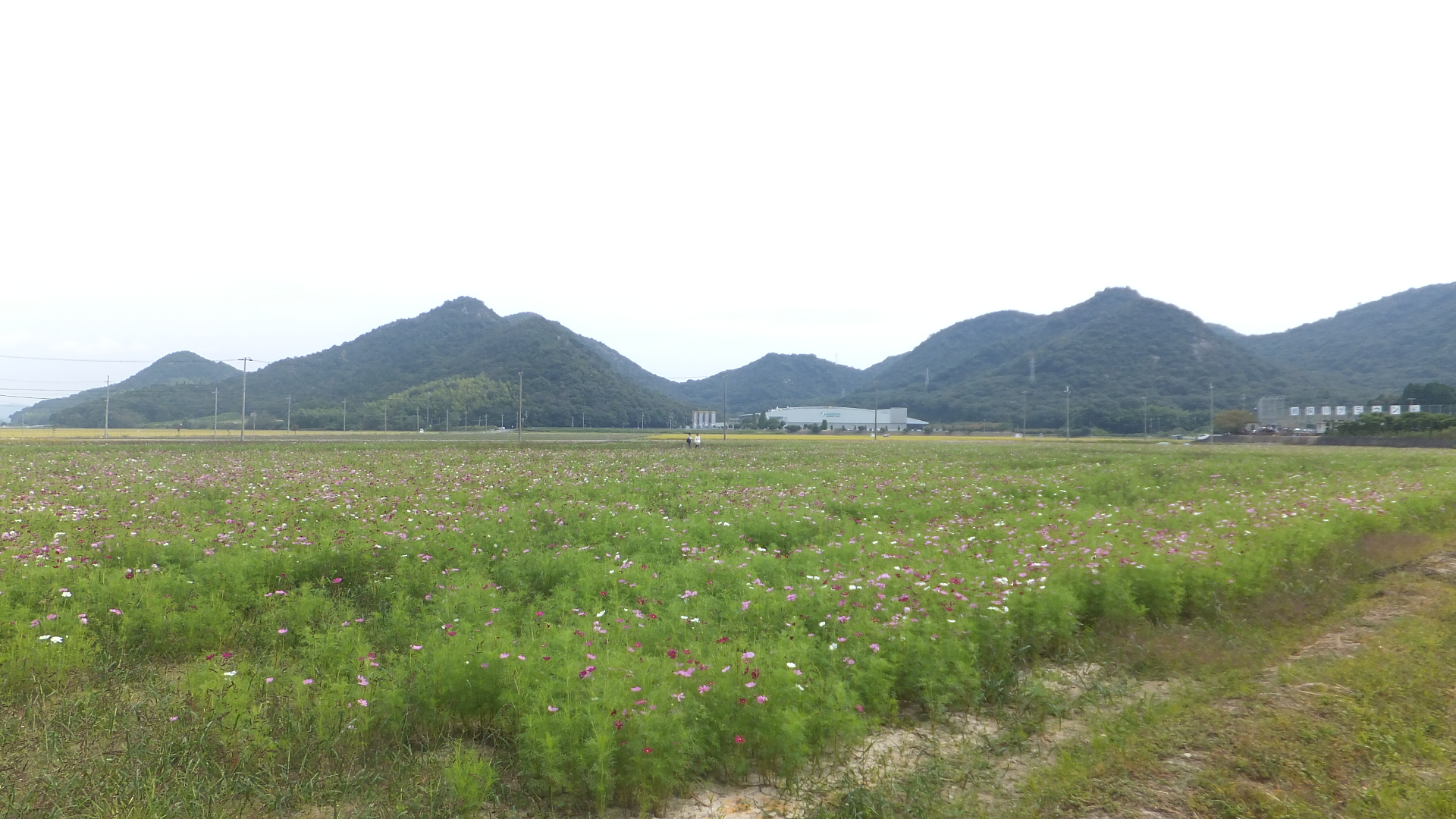
馬場コスモス畑

- 永富家住宅（庄屋屋敷） - 国の重要文化財　鹿島守之助の生家
- 觜崎ノ屏風岩（国の天然記念物）
- 吉島古墳 - 国の史跡
- 新宮宮内遺跡 - 国の史跡
- 城山城址
- 奇妙岩

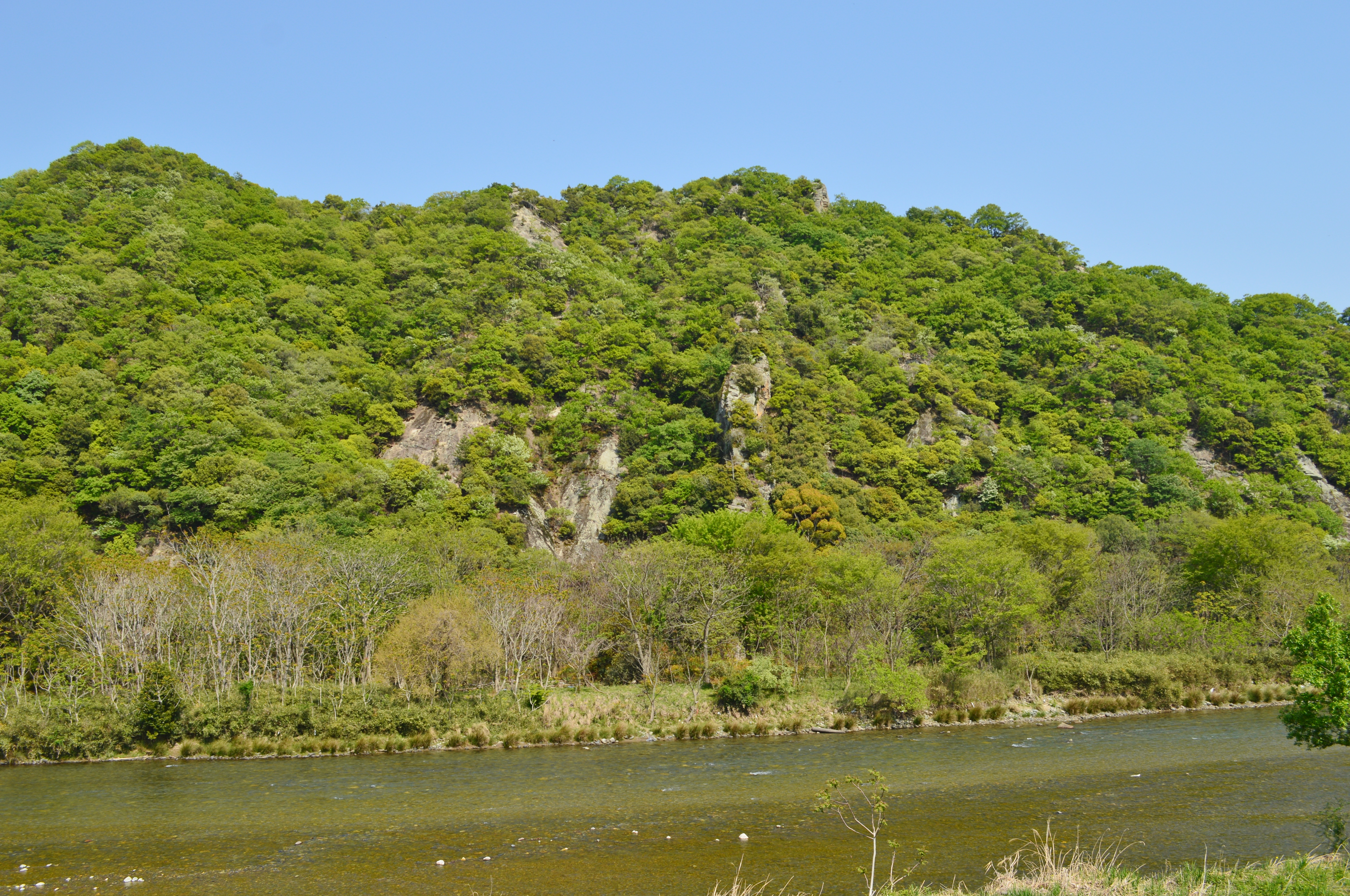
觜崎ノ屏風岩
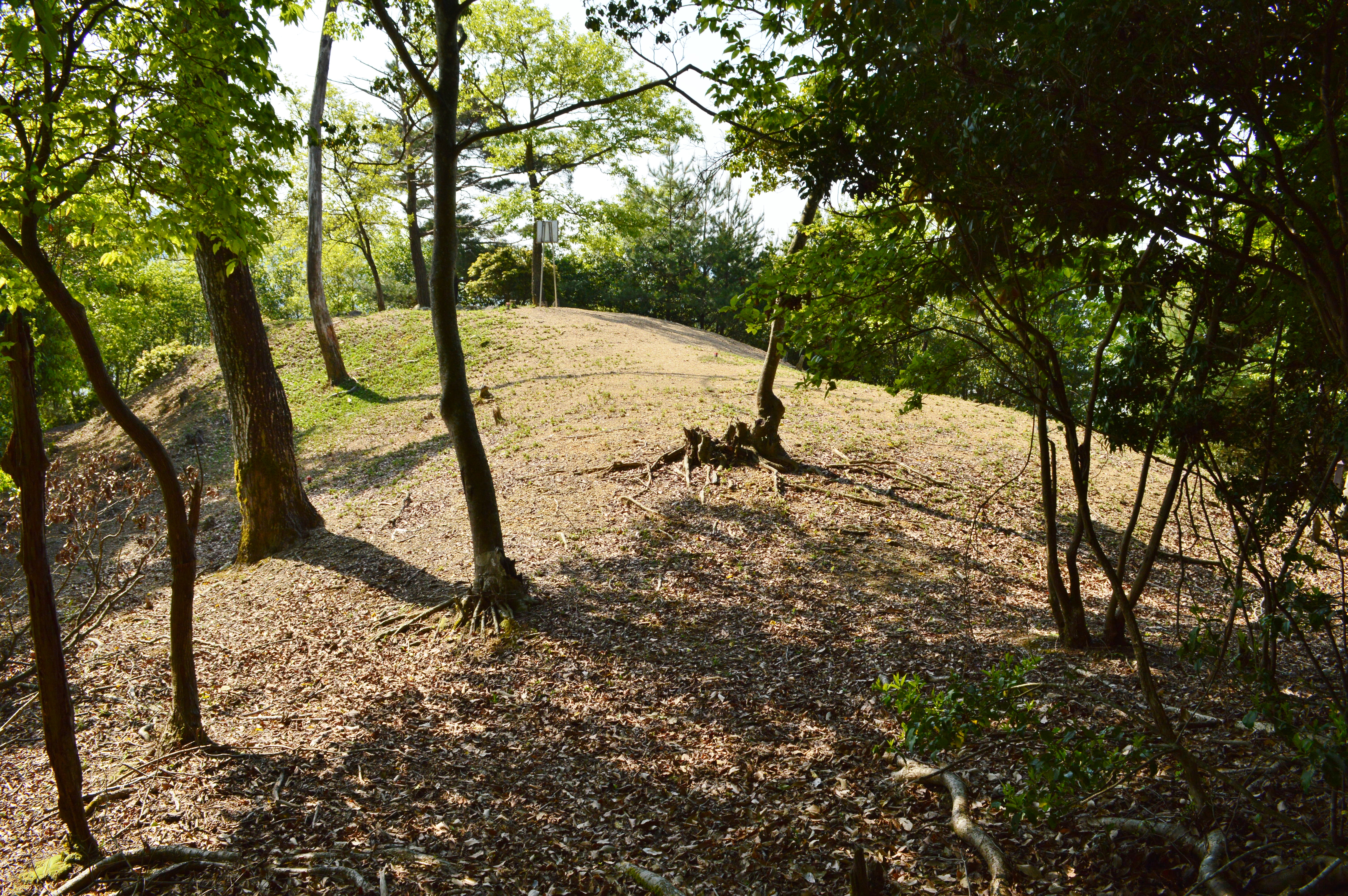
吉島古墳
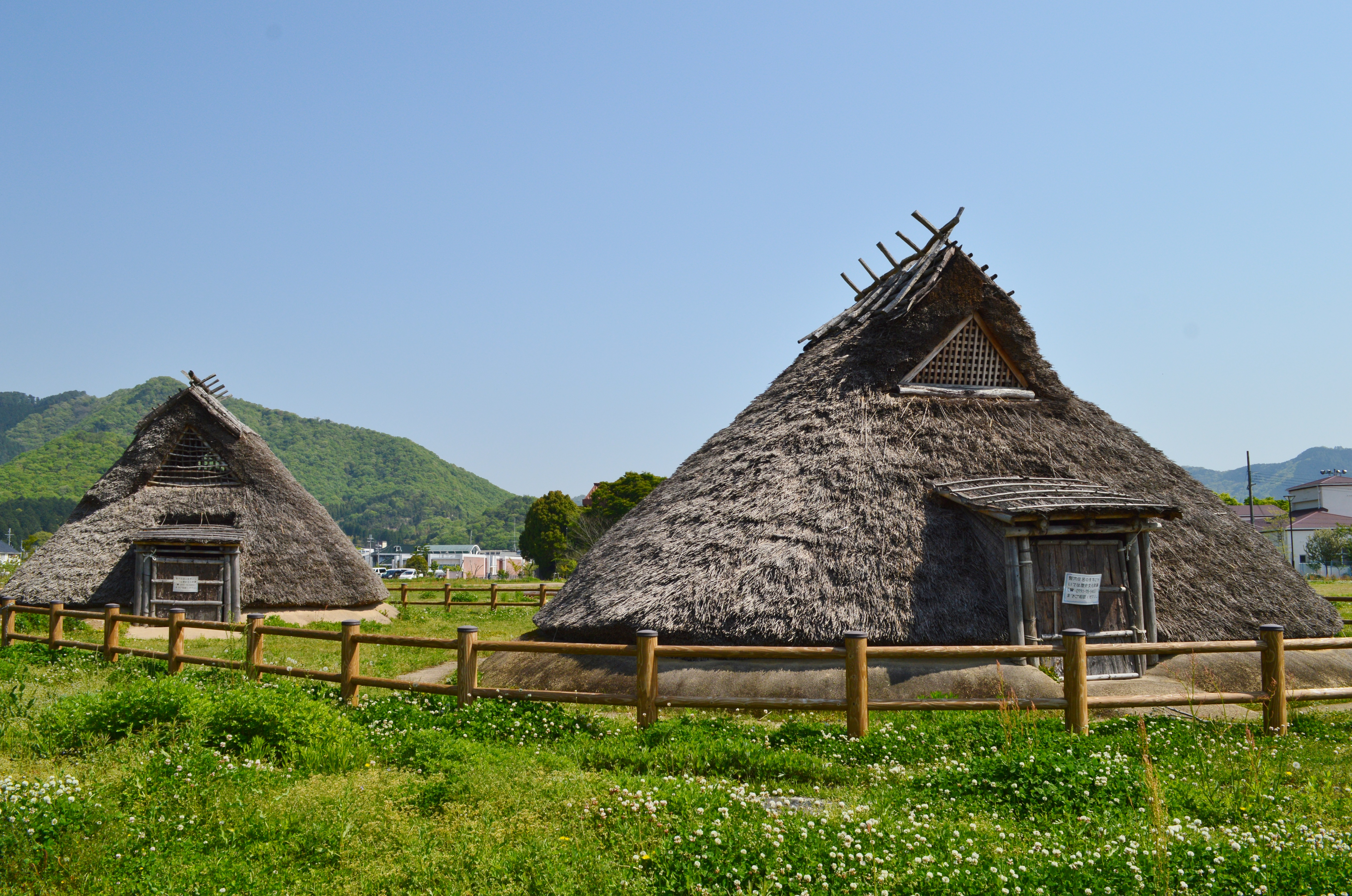
新宮宮内遺跡

### 博物館
- 武家屋敷資料館
- たつの市立龍野歴史文化資料館
- 霞城館・矢野勘治記念館
- うすくち龍野醤油資料館本館・別館
- 揖保乃糸資料館
- たつの市立室津民俗館
- たつの市立室津海駅館

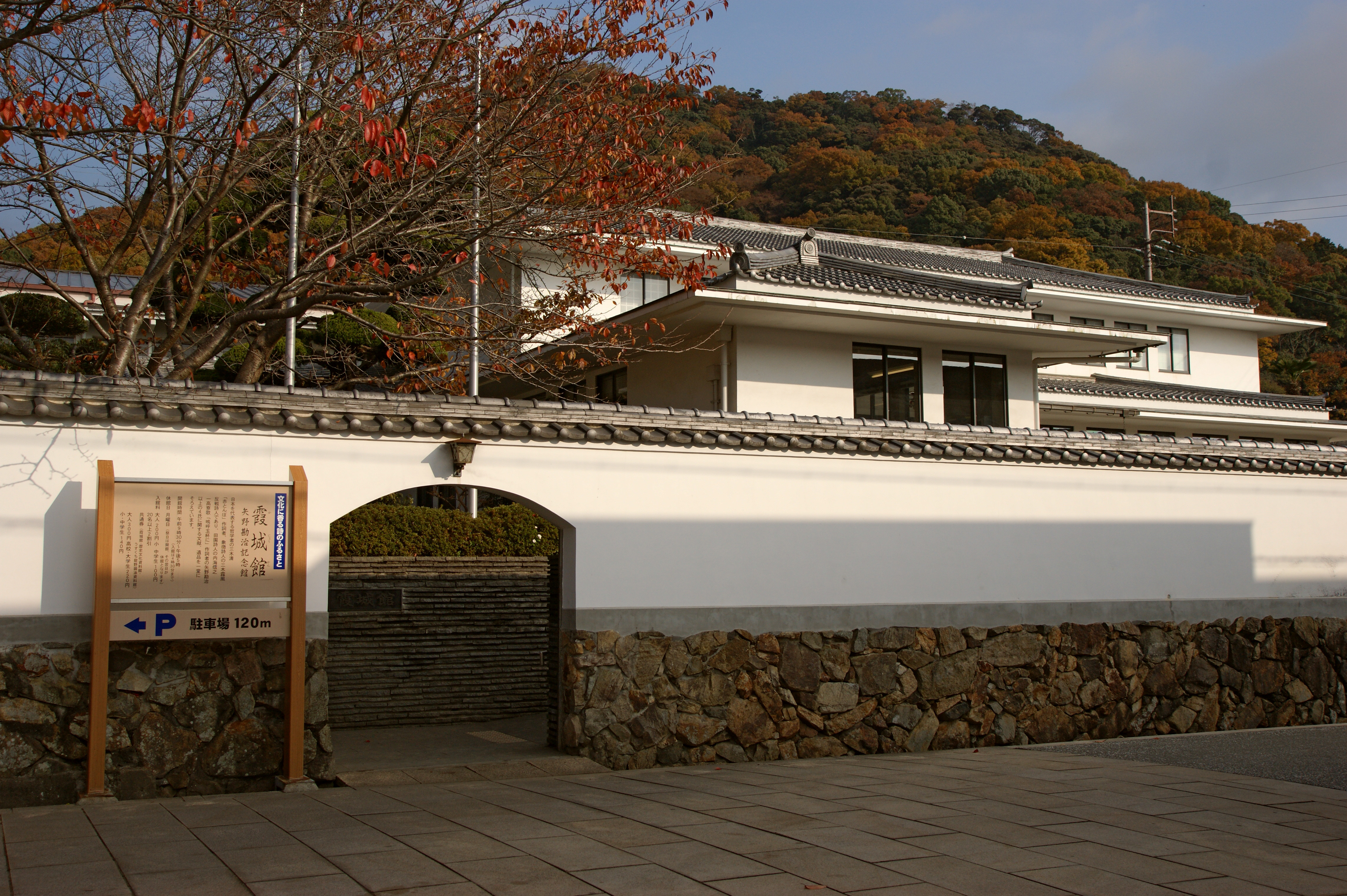
霞城館
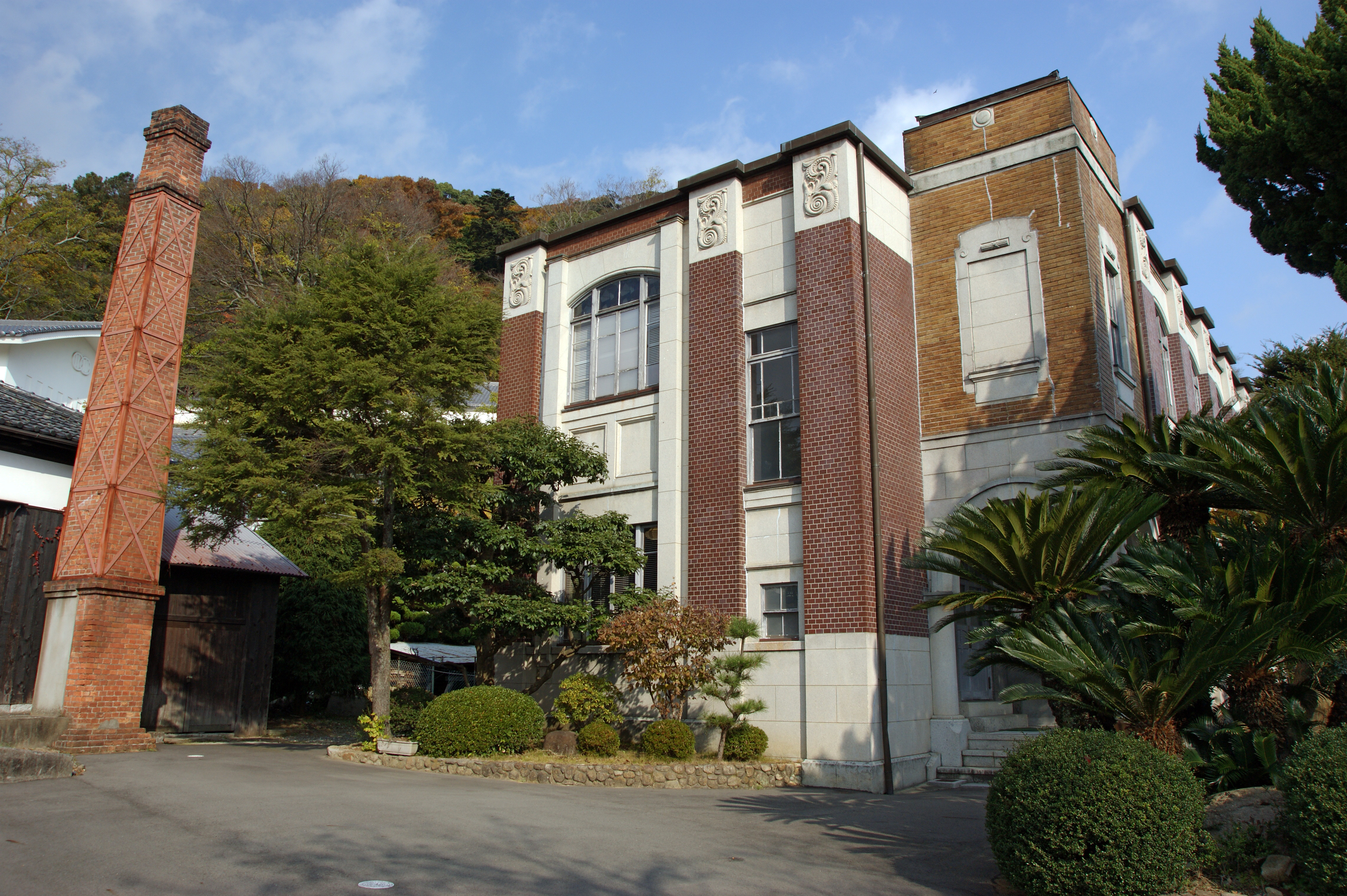
うすくち龍野醤油資料館
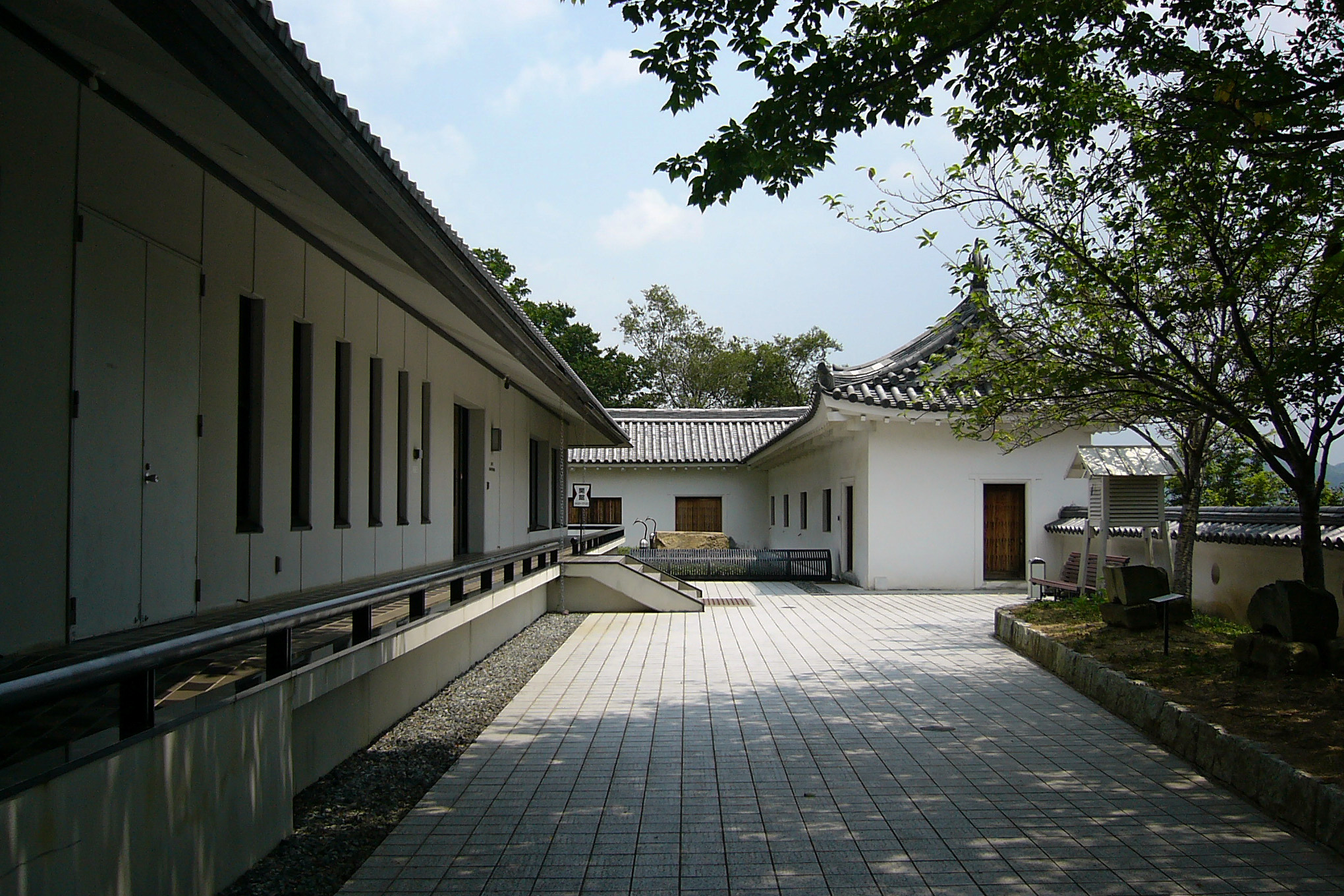
たつの市立龍野歴史文化資料館
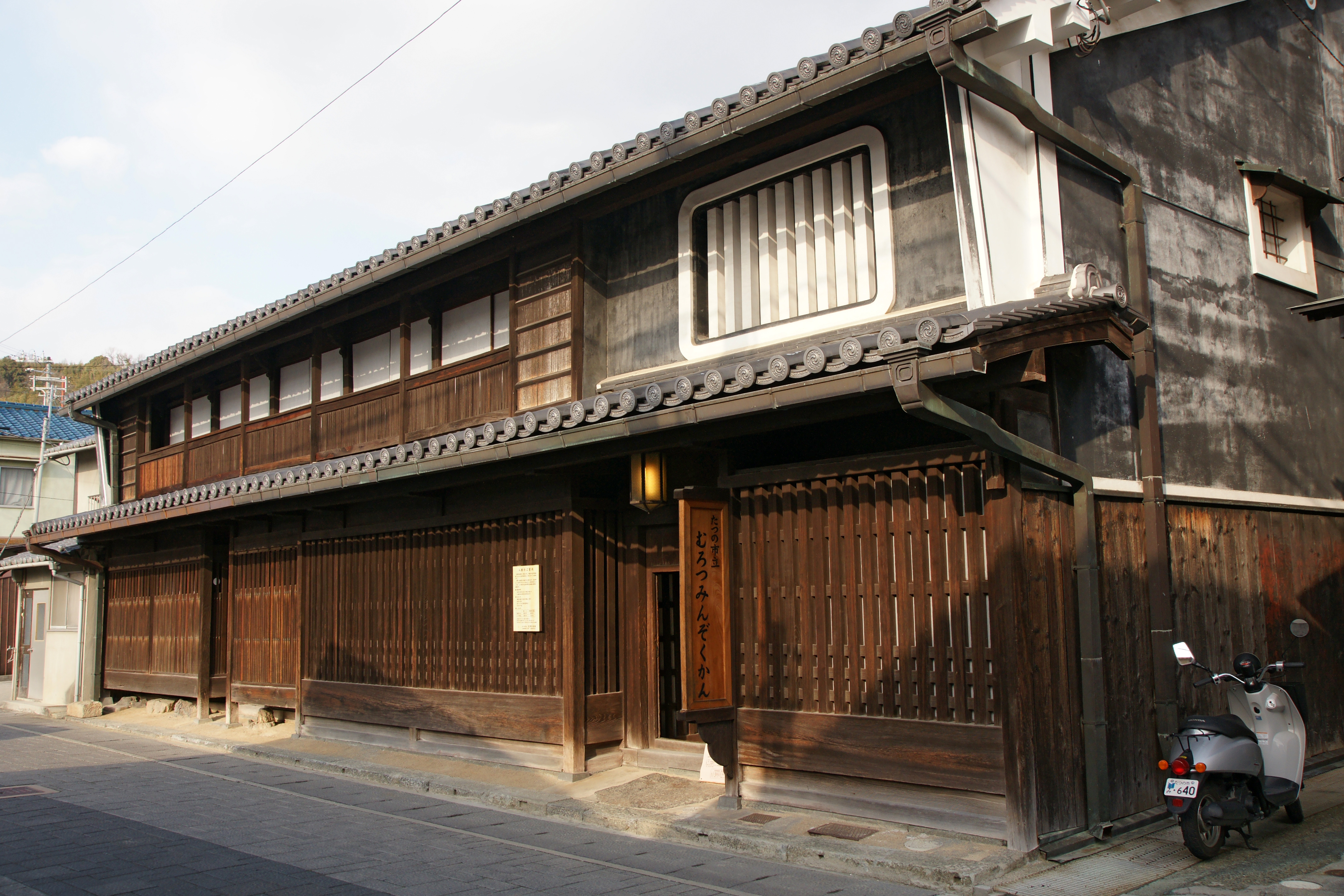
たつの市立室津民俗館
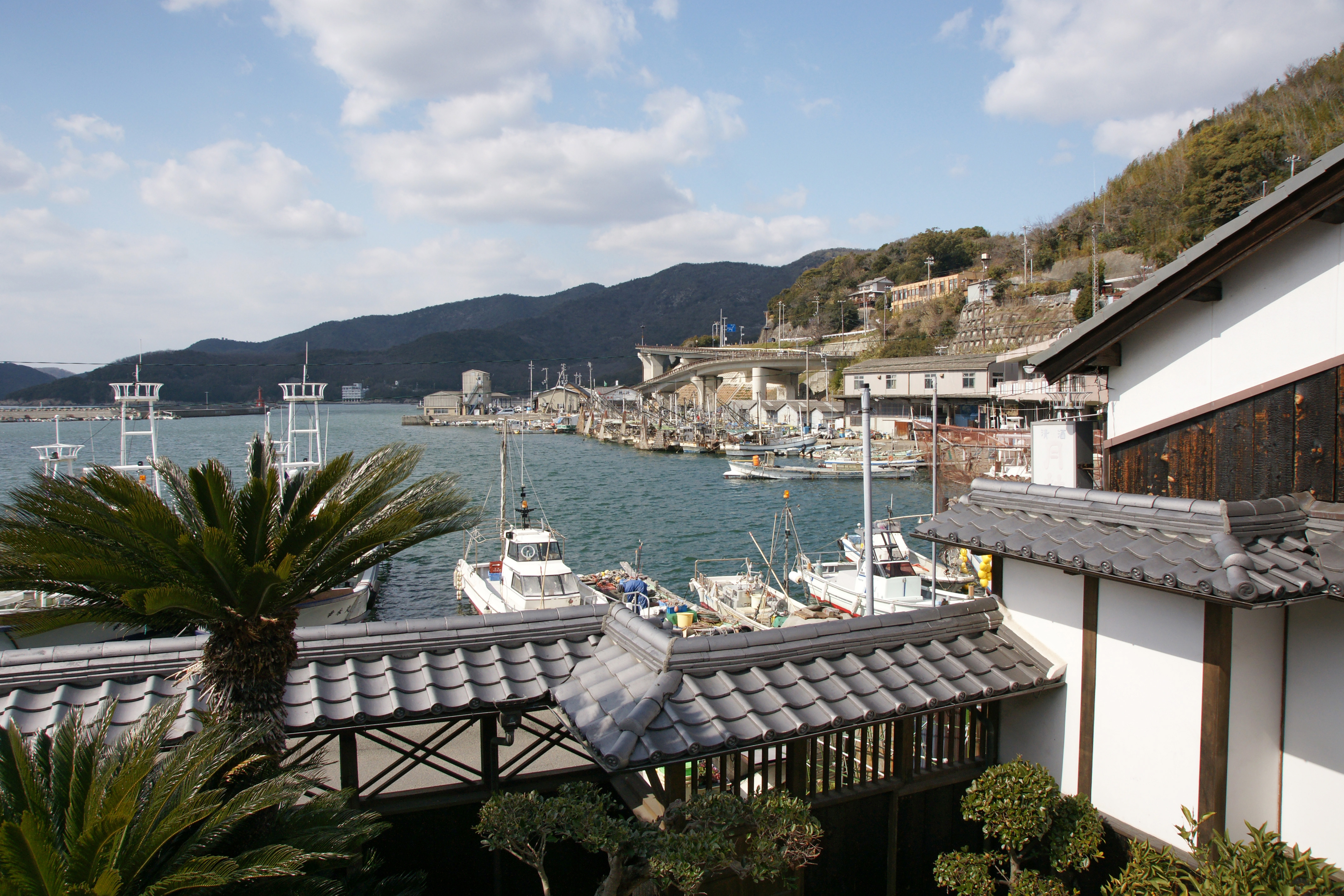
たつの市立室津海駅館

### 社寺

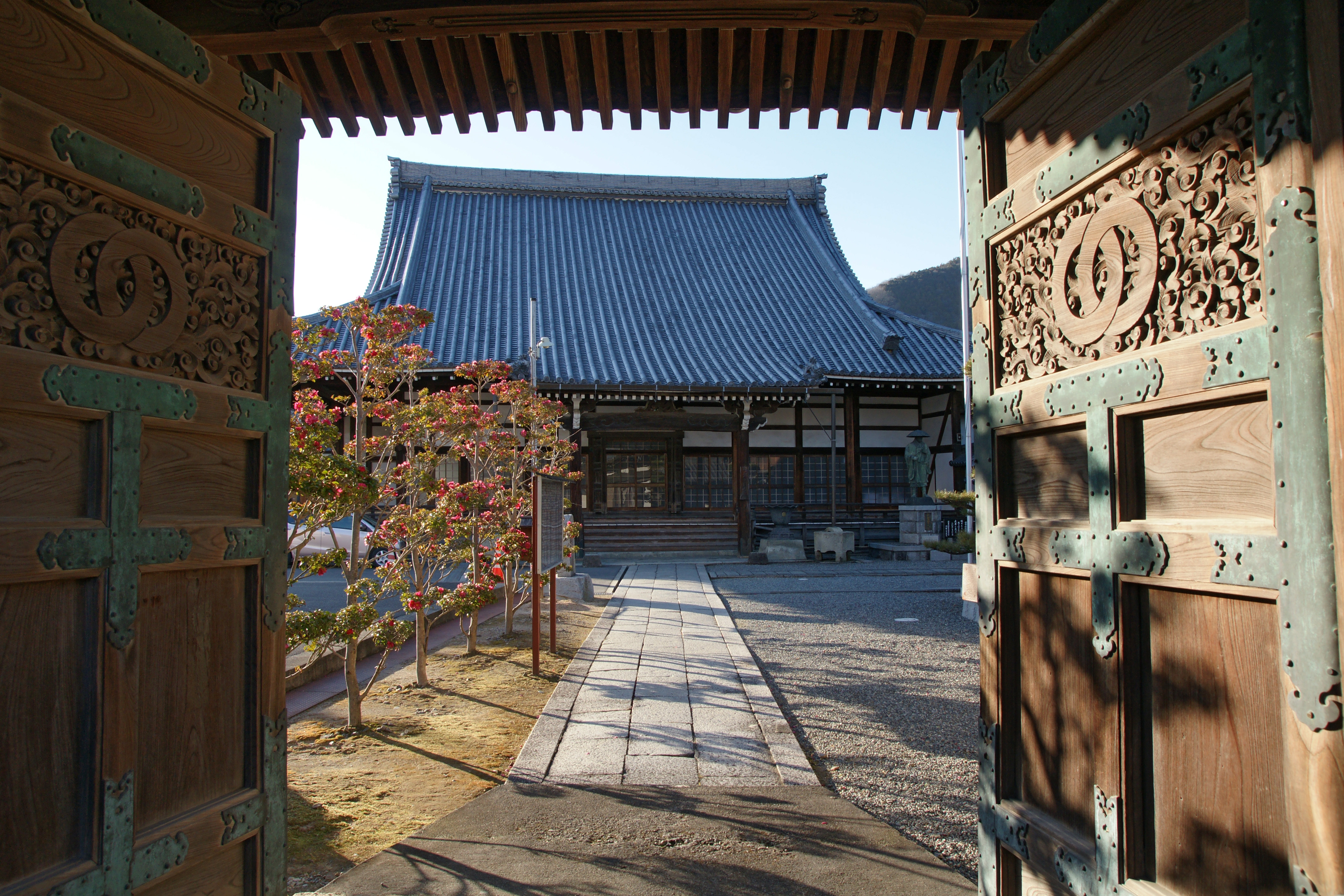
円光寺（龍野御坊）
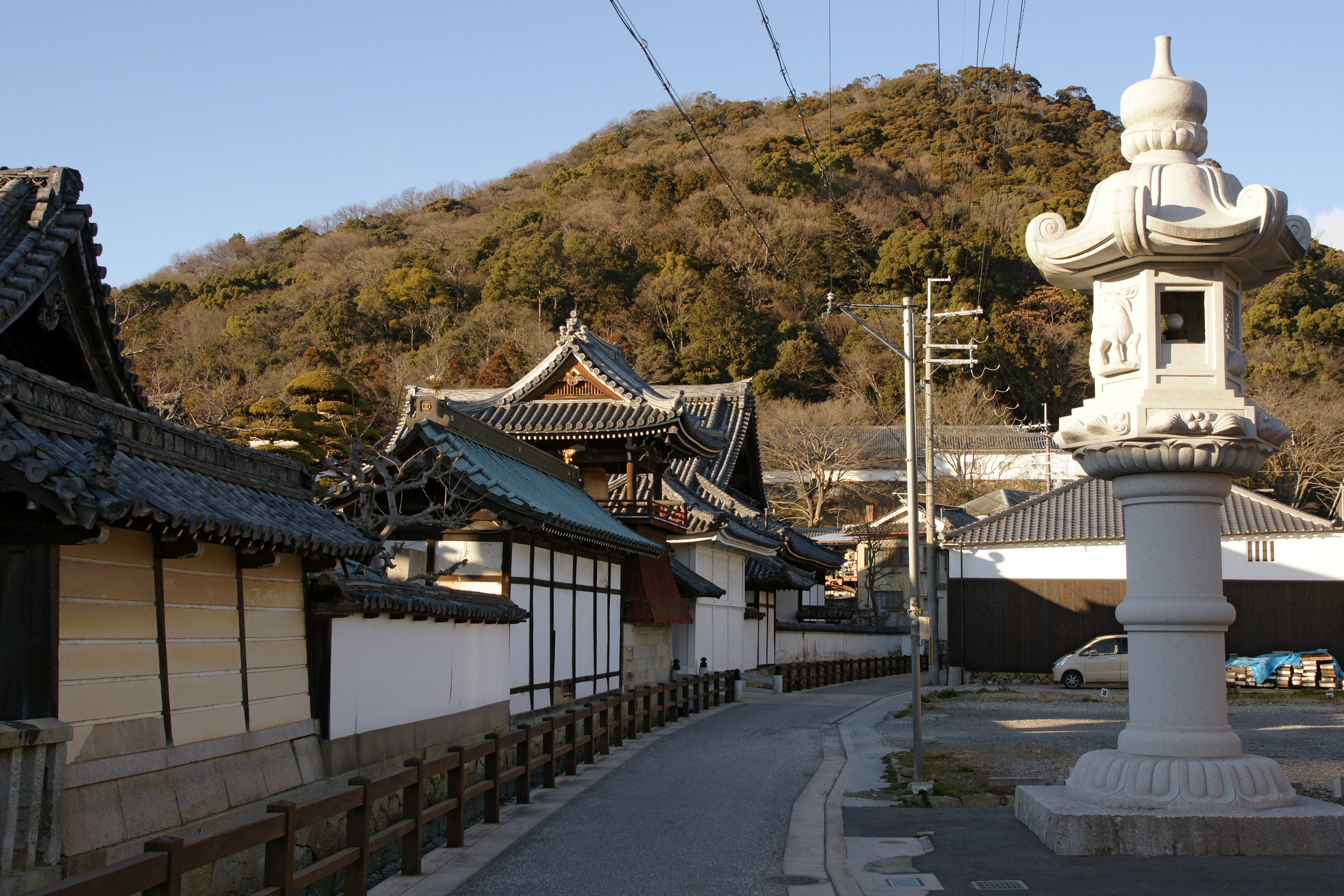
如来寺

- 朝臣 大年神社
- 阿宗神社
- 井関三神社
- 碇岩 伊和神社
- 揖保石見神社

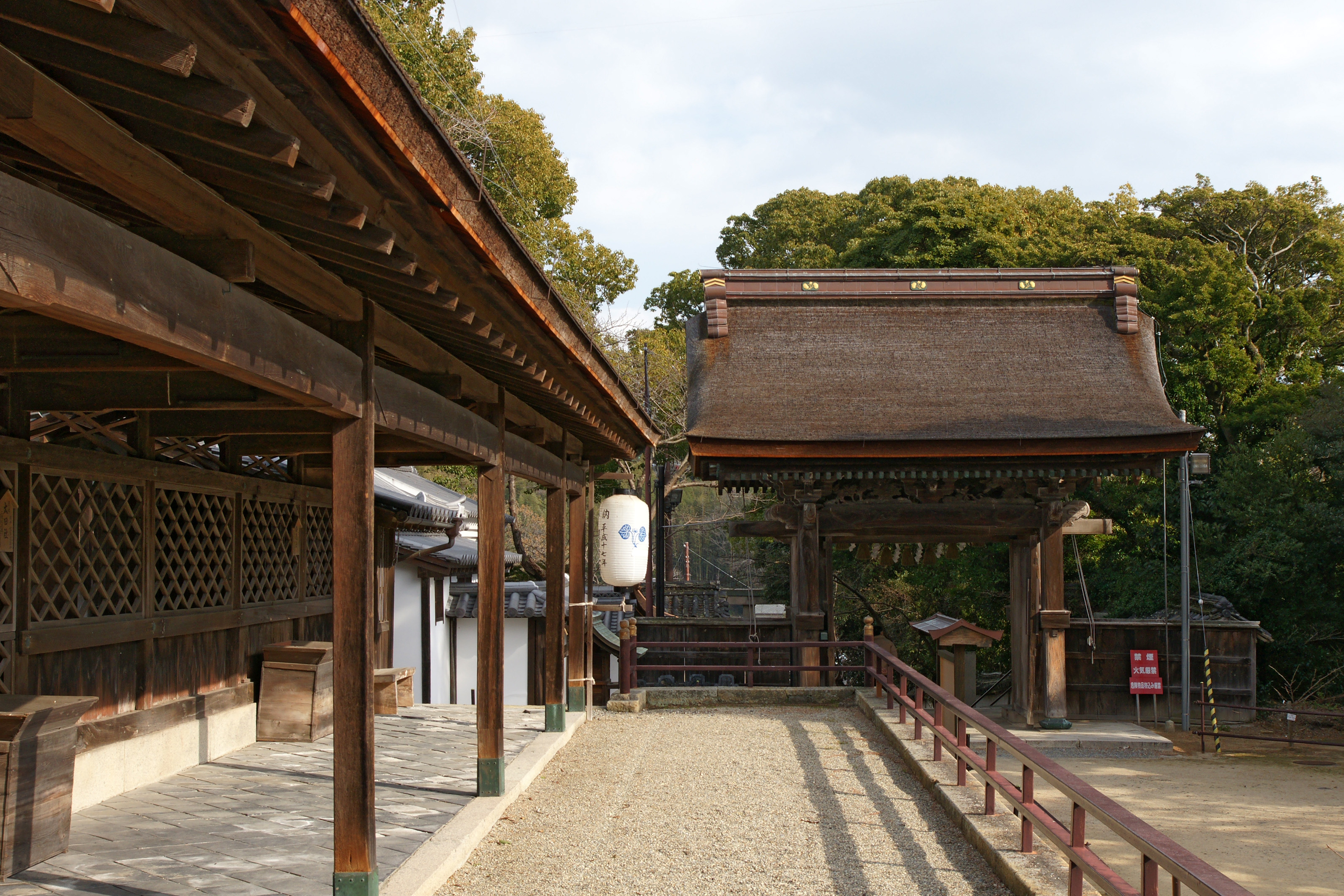
室津 賀茂神社
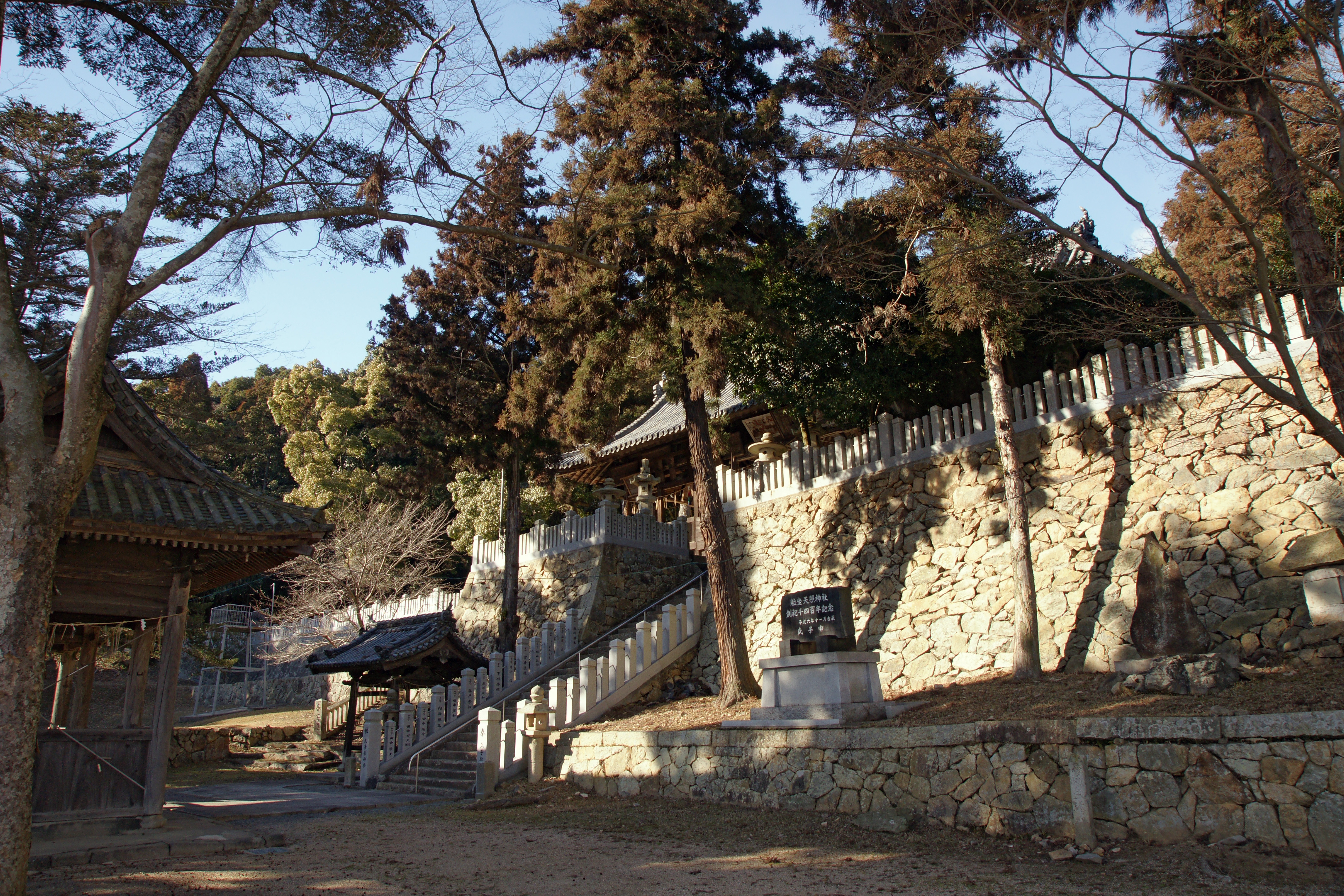
粒坐天照神社
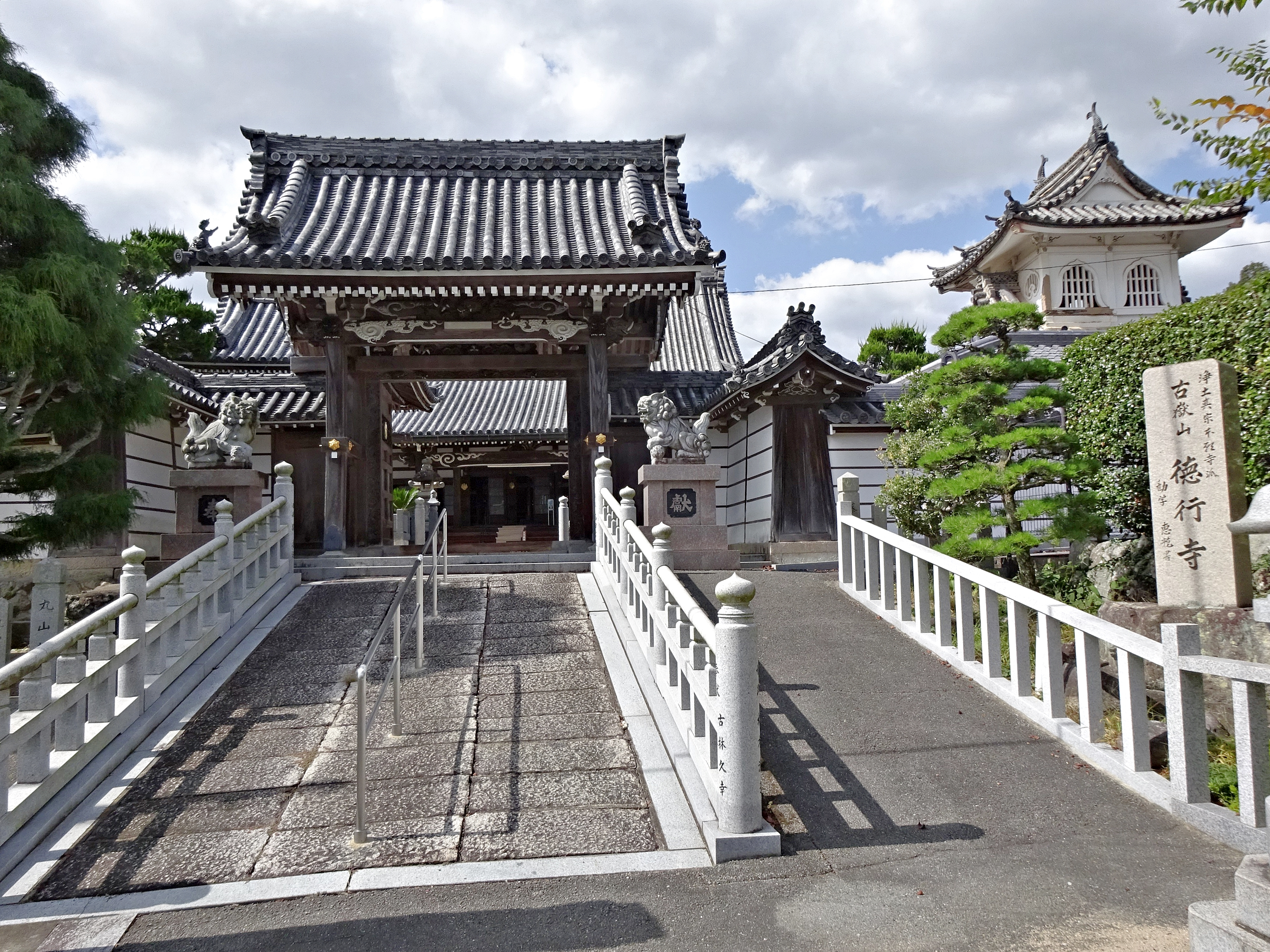
徳行寺山門

- 岩見 朝日神社
- 岩見 春日神社
- 岩見 熊野神社
- 宇府山神社
- 馬場 賀茂神社
- 小畑 天満神社

- 小宅神社
- 上笹 北山神社
- 室津 賀茂神社
- 河内神社
- 香山 大歳神社
- 神戸神社

- 来栖神社
- 越部八幡神社 (新宮町市野保)
- 越部八幡神社 (新宮町仙正)
- 金剛山 日吉神社
- 篠首 八幡神社
- 下笹 五世神社

- 新宮 八幡神社
- 崇道天皇神社
- 善定 松尾神社
- 曽我井 八幡神社
- 岳神社
- 竹原 八幡神社

- 龍野神社
- 富嶋神社
- 中臣印達神社
- 梛八幡神社
- 野田 日吉神社
- 野見宿禰神社

- 萩原神社
- 土師神社
- 袋尻 賀茂神社
- 三阪神社
- 南山 天満神社
- 宮内 八幡神社

- 室津 賀茂神社
- 粒坐天照神社
- 徳行寺山門

- 円光寺（龍野御坊）
- 如来寺（龍野藩主脇坂氏菩提寺）
- 徳行寺（浄土真宗本願寺派）
- 普音寺（龍野藩主脇坂氏菩提寺）
- 宝林寺

- 円光寺（龍野御坊）
- 如来寺

### 公共施設その他
- たつの市立図書館
- たつの市総合文化会館赤とんぼ文化ホール
- たつの市立新宮ふれあい福祉会館
- たつの市立新宮文化センター
- たつの市総合文化会館アクアホール
- 龍野市青少年館
- かどめふれあい館
- 赤とんぼ荘（旧国民宿舎、休業中）
- 志んぐ荘（旧国民宿舎）
- 新舞子荘（旧国民宿舎）
- 千鳥ヶ浜公園
- 兵庫県立西播磨文化会館
- 播磨科学公園都市
- 兵庫県立粒子線医療センター

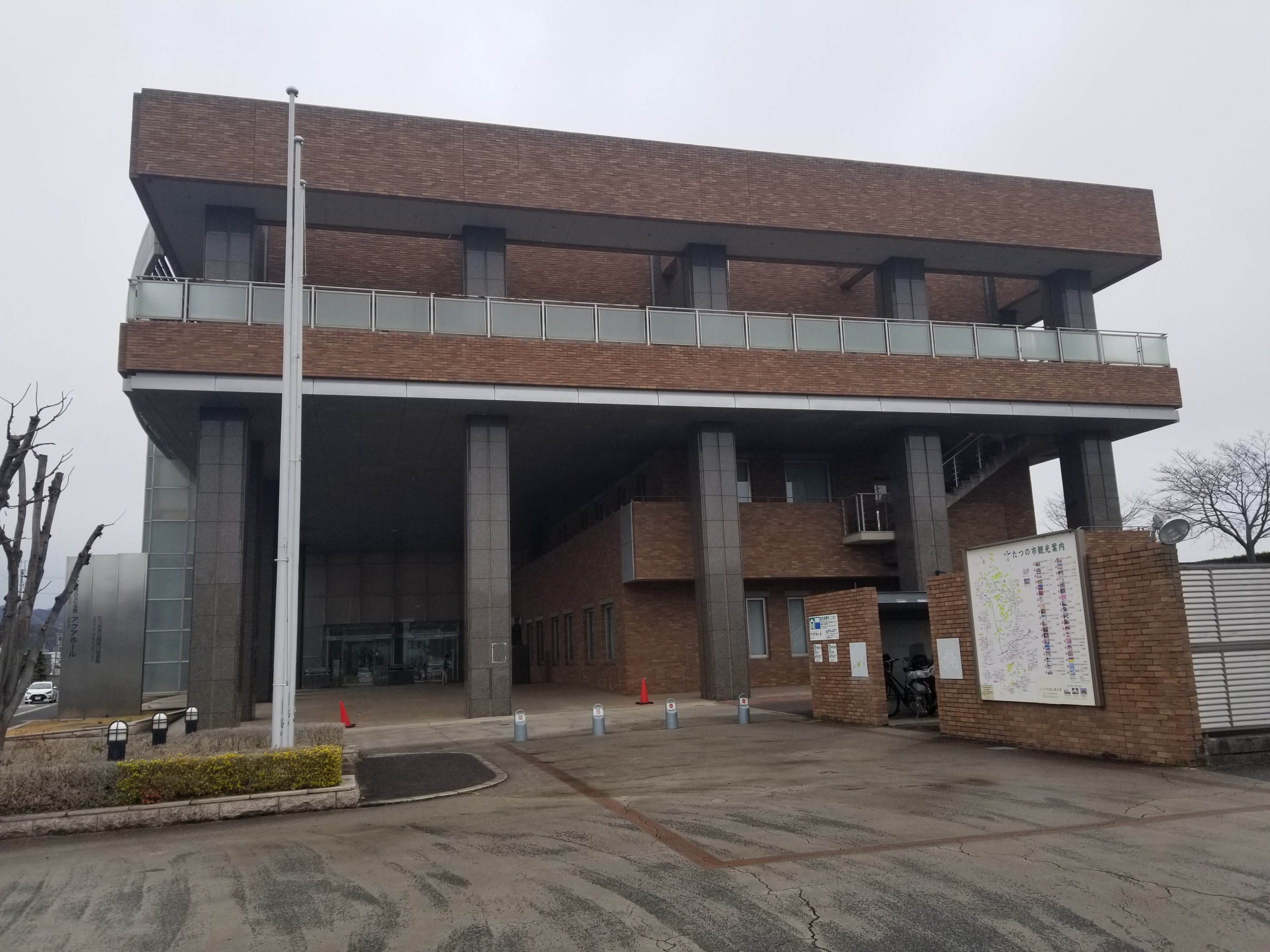
アクアホール

- 兵庫県立西播磨総合リハビリテーションセンター
- こぶし苑
- 兵庫県立西播磨生活科学センター

### 祭り
- たつの市梅と潮の香マラソン大会（1月下旬）
- 龍野ひなまつり（3月中旬～下旬）
- 龍野さくら祭（3月下旬 - 4月上旬）
- 武者行列（4月上旬）
- たつの市無形文化財　播磨の奇祭・さいれん坊主（8月14・15日）
- 椰八幡神社 沢田の獅子舞（10月19-20日）
- 富島神社 秋祭り（10月中旬）
- 新舞子・サンセットフェスティバル（7月下旬）
- たつの納涼花火大会（8月上旬）

## 著名な出身者
- 富井於菟 - 女性運動家
- 三木清 - 哲学者、法政大学文学部教授
- 三木露風 - 詩人、童謡作家、歌人、随筆家
- 鹿島守之助 - 実業家、鹿島建設会長
- 田中静壱 - 日本陸軍大将。終戦時、宮城事件を収拾後に自決。
- 西田正雄 - 日本海軍大佐、戦艦比叡艦長
- 井戸敏三 - 兵庫県知事
- 丸山和也 - 弁護士、参議院議員
- 寺村秀夫 - 言語学者
- 伊藤雅文 - 歴史研究家
- 寺田弥吉 - 思想史家
- 三浦陽一 - 歴史学者、中部大学人文学部教授
- 平山晃康 - 医師（脳神経外科）、日本大学医学部教授
- 小坂忠士 - 日本中央競馬会 (JRA) 所属の騎手
- 高野容輔 - 調教助手、元日本中央競馬会 (JRA) 所属の騎手
- 播竜山孝晴 - 元三保ヶ関部屋所属の大相撲力士。現役引退後には年寄・待乳山として活動。
- 北磻磨聖也 - 北の湖部屋 → 山響部屋所属の大相撲力士
- 柏木陽介 - プロサッカー選手。出生は神戸市。
- 木下正貴 - 元サッカー選手、一般社団法人CLUBSTORY代表
- MORRIE - 歌手、DEAD ENDのヴォーカリスト
- DA-DA - 松竹芸能所属のお笑いコンビ
- ホーザン - ピン芸人
- 柴田まゆみ - シンガーソングライター
- 苗村郁代 - 元女子バレーボール選手
- 堀晃 - 小説家、SF作家
- 薮田翔一 - 作曲家。ジュネーヴ国際音楽コンクール作曲部門優勝。
- 森川浩恵 - 箏奏者、歌手。
- 上田文人 - ゲームデザイナー
- 田渕章裕 - お笑い芸人、ちょんまげラーメンのボケ担当

## たつの市を舞台にした作品
- 男はつらいよ 寅次郎夕焼け小焼け（1976年（昭和51年）7月24日公開） - 旧龍野市で撮影が行われた。キャストは、渥美清・太地喜和子・宇野重吉・寺尾聰・岡田嘉子・桜井センリ。
- 龍野武者行列殺人事件（2000年、山村美紗・西村京太郎） - 1997年9月1日に月曜ドラマスペシャル、2010年9月28日10月5日に金曜プレステージ放送開始20周年記念山村美紗サスペンス赤い霊柩車30の前後編でドラマ化。